# 柔道形
柔道形（じゅうどうかた）とは、日本伝講道館柔道において、攻撃防御の理合いを習得するために行われる形稽古のことである。柔道では単に形（かた）と呼ばれる。形（型）（かた）による形稽古は日本の武道（日本の武術）では普遍的な稽古法である。
柔道（柔術）では、技を掛ける「取（とり）」と技を受ける「受（うけ）」にわかれ、決められた手順で技を掛け、受け止め、反撃し、それを反復することによってその理合いを理解し技を完成させる我が国の修行方法といえる。柔道の前身である柔術では形稽古から順序対応法を変えた「形残り」という稽古法が工夫され、乱取り（乱捕）に発展した。後年の柔道では自由な乱取り攻防がなされている。

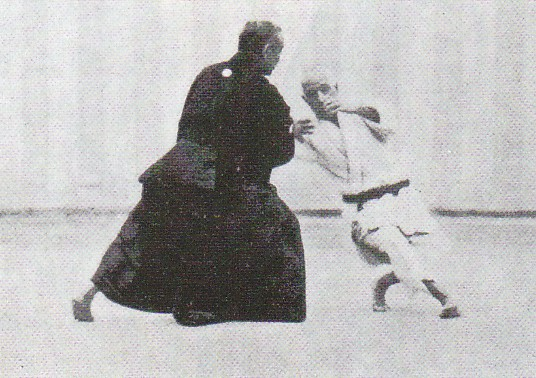
曳落

嘉納治五郎は、「一般の修行者に形の練習を勧める」と題して形を練習する順序に触れ、「柔の形から始めるのが適当である」としている。その理由として「相手の力に順応して勝ちを制するという理屈を理解せしむるに都合がよい。次に投げられることもなく、かつ静かな運動であるから、初心者に習いやすい」ことを挙げている。さらに古式の形に関しては「起倒流の竹中派に伝えられた形をそのまま伝えたものである。これは柔道の勝負上の高尚なる意味合いを理解せしむるため、また柔術が柔道に移っていく経路を示す上に極めて適当のものであるから、今日昔のままに伝えているのである」と述べている。

## 概要
柔道における形と乱取の関係は、柔道創始者嘉納治五郎によると「乱捕と形は、作文と文法の関係」と説明され、そのいずれが欠けても不十分とされる。柔道形の技には、試合や乱取では禁止されたものも含まれている。
柔道の形には投の形（なげのかた）、固の形（かためのかた）、極の形（きめのかた）、講道館護身術（こうどうかんごしんじゅつ）、精力善用国民体育（せいりょくぜんようこくみんたいいく）、柔の形（じゅうのかた）、五の形（いつつのかた）、古式の形（こしきのかた）がある。剛の形（ごうのかた）も存在するが、未完成ということでほとんど行われていない。本家講道館で開催される形の講習会においては、精力善用国民体育、剛の形は扱われていない。また、講習会の最後には、演技会が行われ段階に応じて、習得証、精熟証、熟達証が発行されている。
昇段の際には試合の成績と並んで、形も審査対象として重要である。「講道館昇段資格に関する内規」（2015、平成27年）によれば、初段で投の形（手技、腰技、足技のみ）、二段で投の形全部、三段は固の形、四段は柔の形、五段は極の形、六段は講道館護身術、七段は五の形、八段は古式の形が審査対象である。女子は「講道館女子柔道昇段資格に関する内規」（2016、平成28年）によると、初段で投の形（手技、腰技、足技のみ）、二段で投の形全部、三段は固の形、四段は柔の形、五段は極の形、六段は講道館護身術、七段は五の形、八段は古式の形である。
例年正月に行われる講道館の鏡開式（かがみびらきしき）においては、投の形、固の形、極の形、柔の形、講道館護身術、五の形、古式の形の7種の形が行われ、一度に観覧することが出来る。また、全柔連主催の大会においても、いくつかの形が決勝の前などに披露されるようになっている。

## 競技の始まりと組織
国内では、競技柔道偏重への憂いも叫ばれるようになり、全日本柔道連盟の教育普及委員会が中心となり講道館と共催のかたちで、1997年（平成9年）9月講道館大道場において公式競技として初めて「全日本柔道形競技大会」が開かれ、形の競技化がはじまった。
大会会長の嘉納行光（財）講道館長、（財）全日本柔道連盟会長は、「形の本質を考えた場合、その基本に忠実でなければならないのは勿論であるが、ただ形式を真似ただけでは何の意味もなく、それぞれの個性からかもし出された味わい深みと云った芸術性を有する主観的内容が要素となっているだけに、審査基準設定の難しさ、又審査する者自身が形を十分に習得し、評価について判断力を有することが強く要求される事から今日迄実現に踏み切れなかった」と述べている。大会要項では「修行の本質を改めて認識し、体育、勝負、修心の目的を達成していくために、修行者の年齢や体力、性差等を越えて、生涯柔道を確立するための一環として『講道館柔道形』による競技大会を開催する」と謳っている。
さらに国内で10回（10年間）の選手権大会を経てから、形の国際大会開催の機運が高まり、いよいよ第1回講道館柔道「形」国際大会が2007年（平成19年）10月27,28日に、東京の講道館で開催されることになる。このとき実施されたのは、投の形、固の形、極の形、柔の形の4種目であった。審査員は5名で、各形2人の日本人と3人の外国人で構成された。
審査方法として審査員の最高点と最低点が省かれ、残り3人の合計点が 得点とされ、100点満点で表示された。審査員は、投の形に醍醐敏郎、小野沢弘史、ショウジ・杉山（イタリア）、ミゲル・エンジェル・ルソー（アルゼンチン）マイケル・ジョブ（南アフリカ）、固の形に大沢慶巳、岡本栄八郎、ミシェル・リー（イギリス）、ホセ・ヘラルド・セルナ・ノレナ（コロンビア）、ヘルミ・フセイン（エジプト）、極の形に西岡弘、貝瀬輝夫、ペーテル・マーチン（スウェーデン）、ヒロシ・ナカムラ（カナダ）、アイボア・インデコット・ディビス（オーストラリア）、柔の形に安部一郎、梅津勝子、レイモン・ドゥクレルク（ベルギー）、タカユキ・ヨシナガ（アメリカ）、ヤシン・アルアユビ（シリア）らがあたった。
これを契機とするかのように、国際柔道連盟は、発展プロジェクト委員長のジャン・ルック・ルージェ理事のもと、ヨーロッパ柔道連盟が中心となり2008年1月に各大陸代表者を集めてパリで形委員会（フランコ・カペレッティ委員長:イタリア）を結成した。最初の形委員は、杉山正治（ヨーロッパ）、竹内久仁子（パンナム）、小俣幸嗣（アジア）、アイバー・エンディコット・デイビス（オセアニア）であり、アフリカからはトーマス・デュンケル（南アフリカ）が2013年に加わった。そこでは競技として投の形、固の形、極の形、柔の形、講道館講道館護身術の5種目をおこなうこと、各大陸で審査員を認定し、世界選手権のプレ大会であるワールドカップにおいて国際審査員を認定することが決定された。ルールや競技方法はヨーロッパ柔連のものが採用されたが、形は講道館のものであるという認識のもと、講道館発行のビデオを元にすることになった。
2009年（平成21年）には、全柔連に形特別委員会（松下三郎委員長）が設置され、世界代表選手の選考、強化を図る強化部会と、規定や審査員制度等の整備充実を図る普及部会で構成されることになった。形競技大会の運営に関しては、全日本柔道形競技大会実行委員会が担当している。2018年（平成30年）からは、教育普及・MIND委員会の中に形部会（松井勲部長）として位置付けられて活動している。
国際柔道連盟は、2017年から担当業務を明確にして形委員会を一新した。委員長はフランコ・カペレッティ（イタリア）が継続し、主任としてダニエル・アンジェリース（カナダ）、副主任ミシェル・コズロウスキー（ベルギー）、コンピュータ担当ディミトリー・ネメガイレ、形専門家として、向井幹博（日本）、大辻広文（日本）、推進・発展・管理部門に、エンビック・ガレーア（マルタ）、ミシェル・ユイト（フランス）、ベルトレッティ（イタリア）で構成された。

## 競技方法

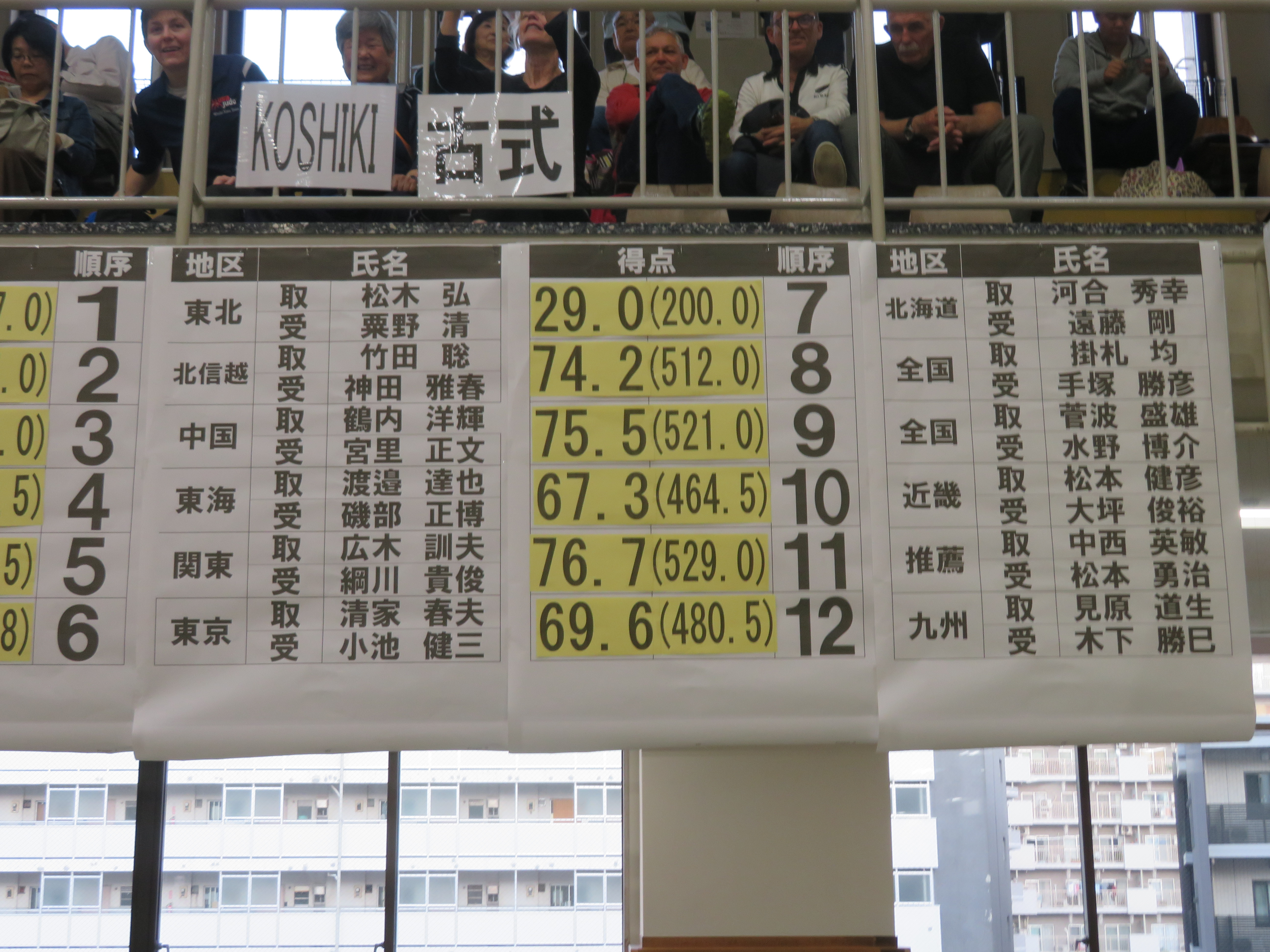
全日本形競技大会 得点表

競技は講道館の形テキスト、ビデオに基づいた競技者の演技に対して、競技審査規定に基づいた審査員の評価を点数化して競われる。点数の高い方から順位が決まるが、日本国内と国際柔道連盟では、審査方式などで若干異なる。

国内は、講道館柔道形競技規定によって行われる。競技が行われるのは、国内では投の形、固の形、極の形、柔の形、講道館護身術、五の形、古式の形の7種である。
審査員は5名で、各技のほか、「礼法」（最初と最後を合わせて1項目）「全体の流れ」を評価項目とする。審査員は各評価項目毎に10点満点で評価し、その数字を0.5点刻みで記入する。5人の審査員の点数の最高点と最低点はそれぞれ1個除外され、残りの3人の点数の合計がその項目の得点となり、さらに、それらを合計したものが合計点となり、チーム（組）の得点となる。各形の技数の違いにより評価項目数が異なるので、合計点と100点満点で換算した点数を表示する。例えば投の形では、各評価項目10点満点×3人の審査員で得点となり、それを技数15と「礼法」「全体の流れ」の評価項目数分17で、510点満点となる。国内の競技会では、最初からルールが制定されていたわけではなく、しばらくの間、審査員は審査要領に従って審査を行っていた。

外国では国際柔道連盟形競技規定によって行われる。競技は、五の形、古式の形を除く5種で競われる。さらに、シニアのほか、年齢を制限したジュニア部門（16歳以上23歳まで）が設けられている。審査員はリザーブを含む6人を配置し、当該国の審査は行わない。ルールに従って各評価項目を、大きなミス（5点減点）を1個まで、中位のミス（3点減点）を1個まで、小さなミス（1点減点）を2個までを、各々の欄に✖︎を記入する。さらに必要であれば調整点0.5点を加減することができる。各評価項目ごとに5人の最高点と最低点はそれぞれ1個除外され、3人の点数の合計を得点とする。形によって技数がことなることもあり、合計点も違っている。例えば投の形では、各評価項目10点満点×3人の審査員で得点となり、それを技数15と「はじめの礼法」「終わりの礼法」の評価項目数分17で、510点満点となる。

## 競技規程
講道館柔道形競技規定の内容（2013年施行、2017年6月改正）は、以下の様である。
1. 形の種類
2. 試合場
3. 得点表示
4. 服装
5. 衛生
6. 演技順序
7. 審査及び審査員
8. 審査方法
9. 審査基準 (1)評価の観点 (2)評価の判断基準 (3)間違いがあった場合の評点について
10. 失格
11. 負傷/病気等の発生
12. 抗議の禁止
13. その他

国際規定の内容（2010年1月）は、以下の様である。
1. 形
2. 試合場
3. 得点の表示
4. 参加者
5. 服装
6. 衛生面
7. 審査員
8. 形の評価法
9. 形のはじめの動作、終わりの動作
10. 怪我、病気、事故
11. 規定外の事態が発生した場合

技等の評価（服装、衛生面、形の評価、はじめの動作、終わりの動作）は大きな間違いは5点、中程度の間違いは3点、小さな間違いは1点の減点となる。減点なしの場合は満点となり10点。2022年1月から、評価基準が改正され、評点を０点とする「技を忘れる」場合に加えて「重大な間違い」が設けられ、10の事例が示された。また、大きな間いにも新たに７例が加えられた。

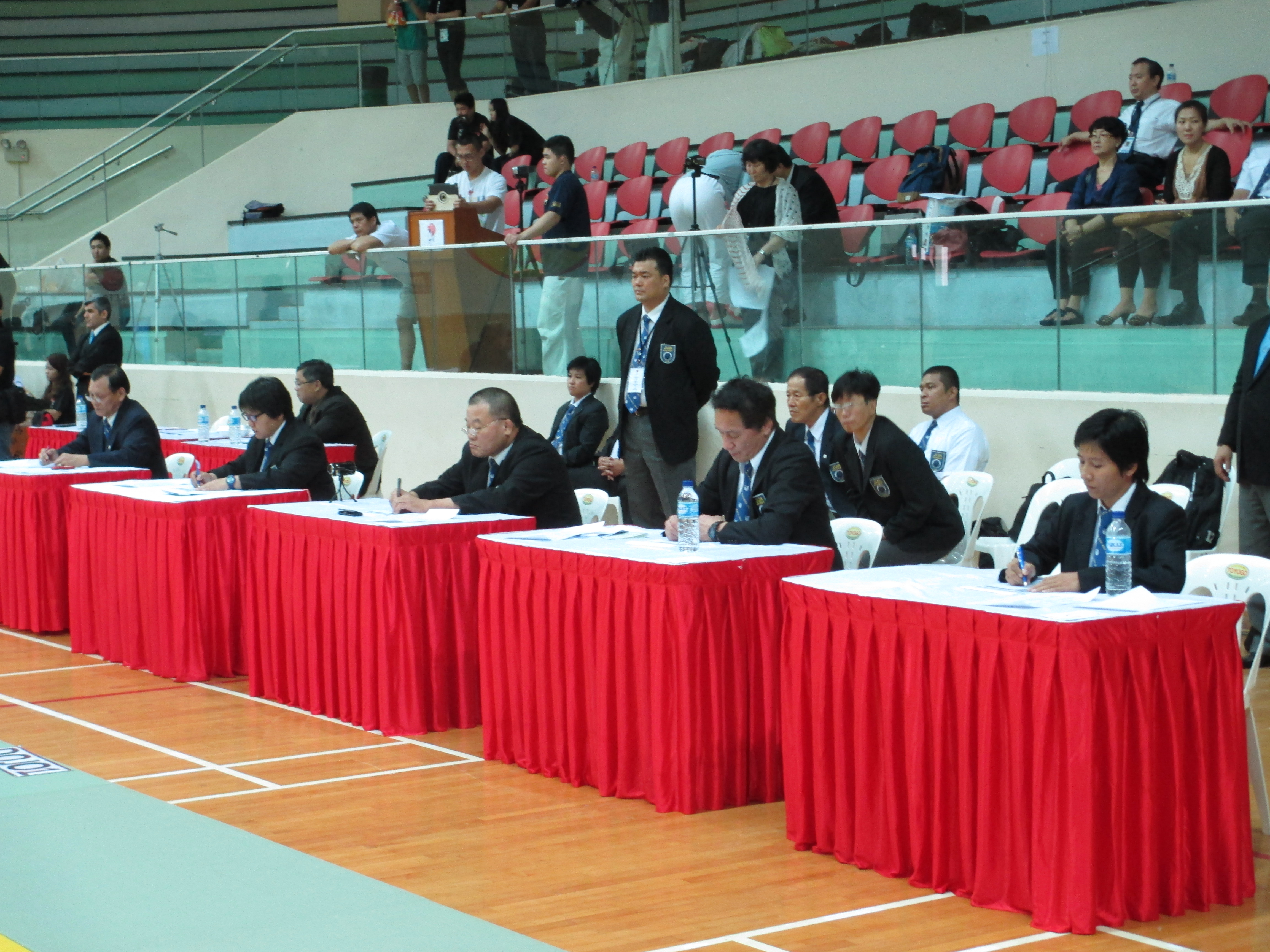
形審査員が審査している

## 審査員
審査員は国内、国際ともに試験によって資格が形毎に認定される。全日本柔道連盟は公認形審査員規程によって、これを定めている。2008年6月には、アジア柔道連盟が初の審査員セミナー、試験を講道館で開催し、日本、イラン、シリア、香港、台湾、カザフスタン、韓国の審査員が認定された。さらに11月には、パリで国際柔道連盟の審査員試験が行われ32人が認定された。形ワールドカップはこれらの審査員によって行われ、その後の世界形選手権も継続されている。国内では、2012年から毎年、試験が行われ公認審査員が認定されており、研修会も行われている。国際柔道連盟では、不定期であるが、ほぼ2年に一回試験が行われている。

## 競技会

### 国内

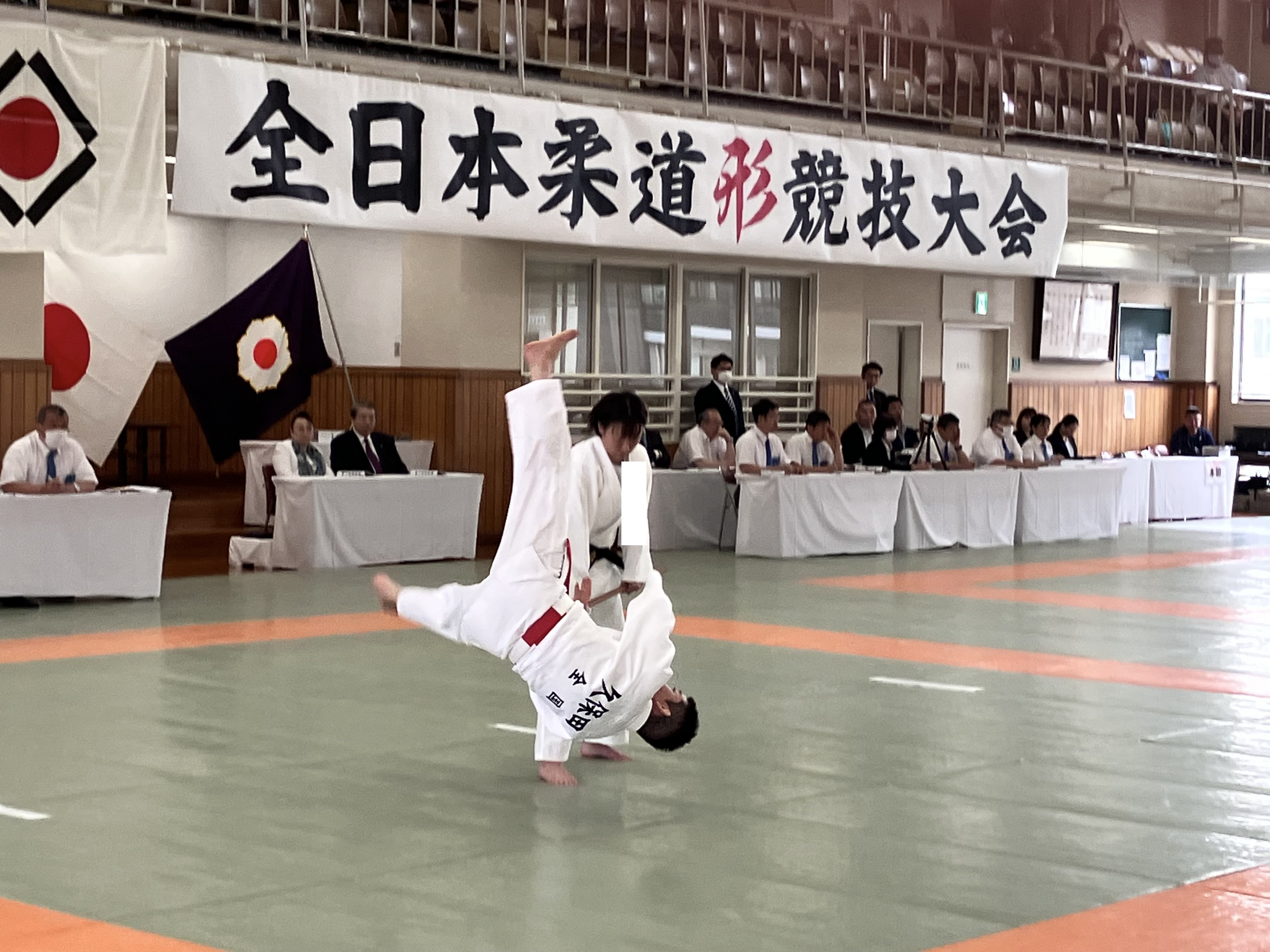
全日本柔道形競技大会における演技

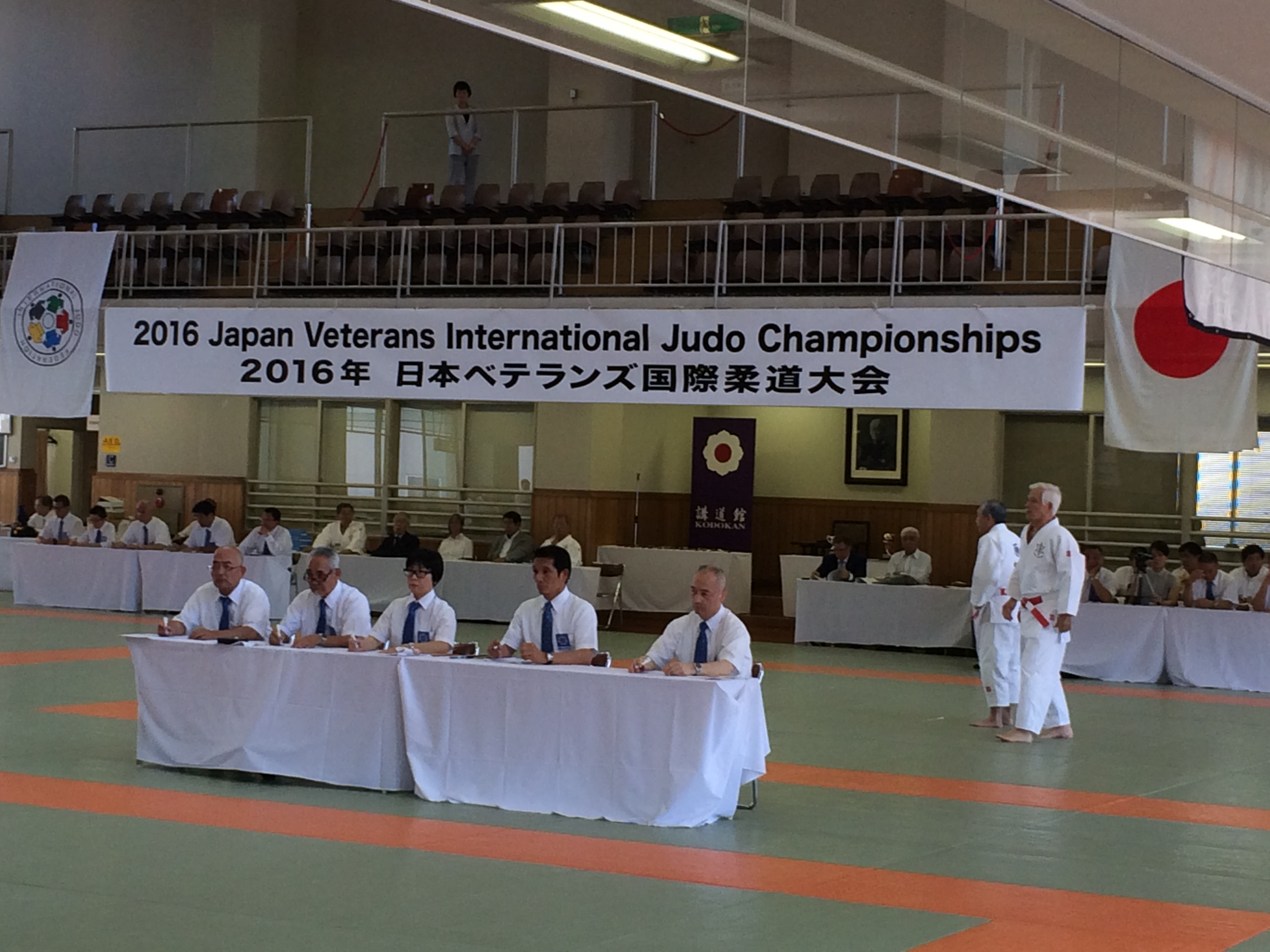
形の審査員

全日本柔道形競技大会
全日本柔道形競技大会は1997年（平成9年）9月27日講道館において、第1回の形競技大会が開催された。実施種目は投の形、柔の形、古式の形の3種であった。審査員は、投の形主任が大沢慶己、柔の形主任が安部一郎、古式の形が川村禎三であり、ほかに講道館から高田勝善、和村公男、山本四郎、尾形敬史、梅津勝子、石橋桂子、秋山澄子、若松節子、永井多恵子があたった。地区柔連からは、柳沢甚之助（北海道）、大野木利永（東北）、長谷川博之（関東）、佐藤哲也（東京）、岡本栄八郎（北信越）、山本富男（東海）、桑形宗光（近畿）、浅田耕平（中国）、村田利行（四国）、宮川善一（九州）らがあたった。審査は各形ごとに7名以上の審査員で行うことが定められ第1回は9名であった。審査員席は2名ずつ演技場の各辺から四方を囲む形で配置された。
優勝者は、投の形は鵜沢忠男・岩佐誠一組、柔の形は横山悦子・大森千草組、古式の形は佐藤正・宇津木俊博組であった。
10回大会までは、全種目が行われていなかったが、11回（2008年）からは、全7種目が行われるようになった。
出場選手は、全国10地区からの代表と、前年度優勝者、世界形選手権代表選手、アジア形選手権代表選手、さらに地区の異なる選手同士のチームを全国枠として別個に予選会を実施して最大2組を選考している。この全国枠からの優勝者も出ている。
講道館柔道「形」国際競技大会
2007年10月27,28日に講道館で行われた。大会は初日が全ての組による予選、2日目に予選上位3組による決勝戦が行われ、全て日本チームが優勝した。試合場は9m四方で、実施された種目は、投の形、固の形、極の形、柔の形の4種目であり、初日に予選、2日目に決勝が行なわれた。2日目午後には講習会が行われた。審査は日本から2名、海外から講道館が選考した3名による5名の審査員で行われ、最高点と最低点を除いた3人の合計点を100点満点に換算し得点とした。国際ルールはまだ規定されておらず、国内のルールが採用された。参加国は17か国、チームは投の形、極の形が9、柔の形が10、固の形が11であった。
審査員は投の形に、醍醐敏郎、小野沢弘史、ショウジ・スギヤマ（イタリア）、ミゲル・エンジェル・ルソー（アルゼンチン）、マイケル・ジョブ（南アフリカ）、固の形に、大澤慶己、岡本栄八郎、ミシェル・リー（英国）、ホセ・ヘラルド・セルナ・ノレナ（コロンビア）、ヘルミ・フセイン（エジプト）、極の形に、西岡弘、貝瀬輝夫、ペーテル・マーチン（スウェーデン）、ヒロシ・ナカムラ（カナダ）、アイボア・インディコット・デイビス（オーストラリア）、柔の形に、安部一郎、梅津勝子、レイモン・ドゥクレルク（ベルギー）、タカユキ・ヨシナガ（アメリカ）、ヤシン・アルアユビ（シリア）らが担当した。この大会は、これ以降開催されていない。
|        | 優勝                             | 準優勝                 | 3位                                                                   |
| ------ | -------------------------------- | ---------------------- | --------------------------------------------------------------------- |
| 投の形 | 近藤克幸・大河内哲志組（80.0点） | 高橋俊充・依田文和組   | ラウル・カマチョ/ロベルト・カマチョ組（スペイン）                     |
| 固の形 | 松本裕司・中橋政彦組（84.3点）   | 山元一孝・奈須開生組   | ファン・ペドロ・ゴイコエチャンディア/ロベルト・ヴィラー組（スペイン） |
| 極の形 | 竹石憲治・植松恒司組（78.9点）   | 菊地宗昭・久保山正秋組 | フェルナンド・ブラス/ウチャン・セウ組（スペイン）                     |
| 柔の形 | 横山悦子・大森千草組（80.2点）   | 黒田美千子・小瀬純子組 | ガルシア・ピサロ・マヌエル/ピカソ・アモール・ビセンテ組（スペイン）   |

日本ベテランズ国際柔道大会

日本ベテランス国際柔道大会（日本マスターズ柔道大会）は、前身となる日本マスターズ柔道大会が2004年12月から毎年開催されている。2014年からは国際柔道連盟が主催し、「アジアグランドマスターズオープン柔道大会」から「日本ベテランズ国際柔道大会」と名称を変更し、全日本柔道連盟が主管する。7種の形と乱取りが行われ、30歳以上の男女が参加できる600人規模の大会である。
2014年は、9月講道館で行われた。投の形は藤城靖博・醍醐恵二組（千葉）、固の形は、芦田和典・入江浩正組（大阪）、極の形は、平野多俊・小林茂夫組（三重）、柔の形は、岩田美喜・内田みゆき組（愛知）、講道館護身術は、武井弘美・矢崎宏明組（長野）、五の形は、毛利修・清家春夫組（埼玉・千葉）、古式の形は、菅波盛雄・水野博介組（千葉・愛知）が優勝した。
2015年は、9月嬉野市（佐賀）で行われた。投の形はユ/ワック組（香港）、固の形は、芦田和典・入江浩正組（大阪）、極の形は、中村友久・山口興志組（宮崎）、柔の形は、岩田美喜・内田みゆき組（愛知）、講道館護身術は、崎原永克・伊志嶺朝広組（沖縄）、五の形は、大木恒毅・阿部雅人組（東京）、古式の形は、清家春夫・小池健三組（千葉・埼玉）が優勝した。
2016年は、講道館で開催された。投の形はユ/ワック組（香港）、固の形は、芦田和典・入江浩正組（大阪）、極の形は、金藤宏行・溝淵允組（香川）、柔の形は、岩田美喜・内田みゆき組（愛知）、講道館護身術は、斎藤英二・岡田亮一組（新潟）、五の形は、大木恒毅・阿部雅人組（東京）、古式の形は、菅波盛雄・水野博介組（千葉・愛知）が優勝した。
2017年は和歌山県白浜町で開催された。投の形は（5組参加）、ニッキ/カレン組（香港）、固の形は（8組）、福田展樹・尾崎行雄組（和歌山）、極の形は（3組）、平野多俊・小林茂夫組（三重）、柔の形は（5組）、グレース/スズキ組（香港）、講道館護身術は、植木良雄・古峯弘道組（栃木）、五の形は（7組）、花本茂人・藤村利行組（島根・和歌山）、古式の形は、（9組）菅波盛雄・水野博介組（千葉・愛知）が優勝した。
2018年は5月、愛媛県武道館で開催された。投の形は水谷八尋・花村信幸組（岐阜）、固の形は、奥村和之・木下朋俊組（奈良）、極の形は、金藤宏行・溝淵允組（香川）、柔の形は、チャン・ウィンヤン・グレイス/スズキ・ユミ組（香港）、講道館護身術は、カドリン・グレッグ/ホームズ・マシュー組（オーストラリア）、五の形は、清家春夫・小池健三組（千葉・埼玉）、古式の形は、清家春夫・小池健三組（千葉・埼玉）が優勝した。
2019年は5月、福井県立武道館で開催された。投の形は水谷八尋・花村信幸組（岐阜）、固の形は、奥村和之・木下朋俊組（奈良）、極の形は、奥村和之・木下朋俊組（奈良）、柔の形は、松本紀子・鷹尾浄子組（愛知・福井）、講道館護身術は、長田康秀・辻野裕紀組（福井）、五の形は、清家春夫・小池健三組（千葉・埼玉）、古式の形は、菅波盛雄・水野博介組（千葉・愛知）が優勝した。
2023年は1月、講道館において開催された。投の形は森下美加・鵜飼沙千（岐阜）、固の形は多田政史・鷹取慎也（富山）、極の形は寺島昭彦・中村行成（神奈川）、柔の形は菅麗子・中島恵（埼玉）、講道館護身術は長瀬あゆみ・久保田浩史（岐阜・東京）、五の形は清家春夫・小池健三（千葉・埼玉）、古式の形は鈴木常夫・マックフォール・ディビッド（神奈川）が優勝した。
全日本学生柔道形競技大会
学生柔道の形日本一を決める大会が、全日本学生柔道連盟70周年記念事業として、2023年1月27−２８日、講道館において初めて実施された。採用されたのは、投の形、固の形、柔の形の３種目であるが、全国の大学から65組130名（投の形24組、固の形21組、柔の形20組）が映像審査として参加した。コロナ禍の状況が続く中、稽古も厳しい状況であったが、形の稽古は対応がし易く、全国からの参加も可能となる映像としたことなど、開催可能な方法が工夫された。
競技結果は、投の形１位　宮崎喜大・植松勇真（日本文化大学）、２位　大塚功太郎・藤大知貴（筑波大学）、３位　ツェリン/キンレイ・ワンチュク/タンディン（星槎道都大学）、固の形１位　石川聖人・更谷岳（名城大学）、２位　三上蒼空・中村信音（金沢学院大学）、３位　荻野祥平・山本紘輝（早稲田大学）、柔の形１位　佐藤七海・今井夏奈子（平成国際大学）２位　谷崎未緒・白樫希穂（大阪体育大学）、３位　杉原輝昭・松本馨子（富山大学）であった。学生柔道連盟は今後10年間は継続して形と乱取の重要性を周知させることを目標にしている。
学連は選考会を経て、世界形選手権大会（2023.10.28-29, アブダビ）U-23の部門に２チームを派遣した。投の形の大塚功太郎・藤大知貴組（筑波大学）は優勝、固の形の三上蒼空・中村信音組（金沢学院大学）は準優勝した。

### 外国

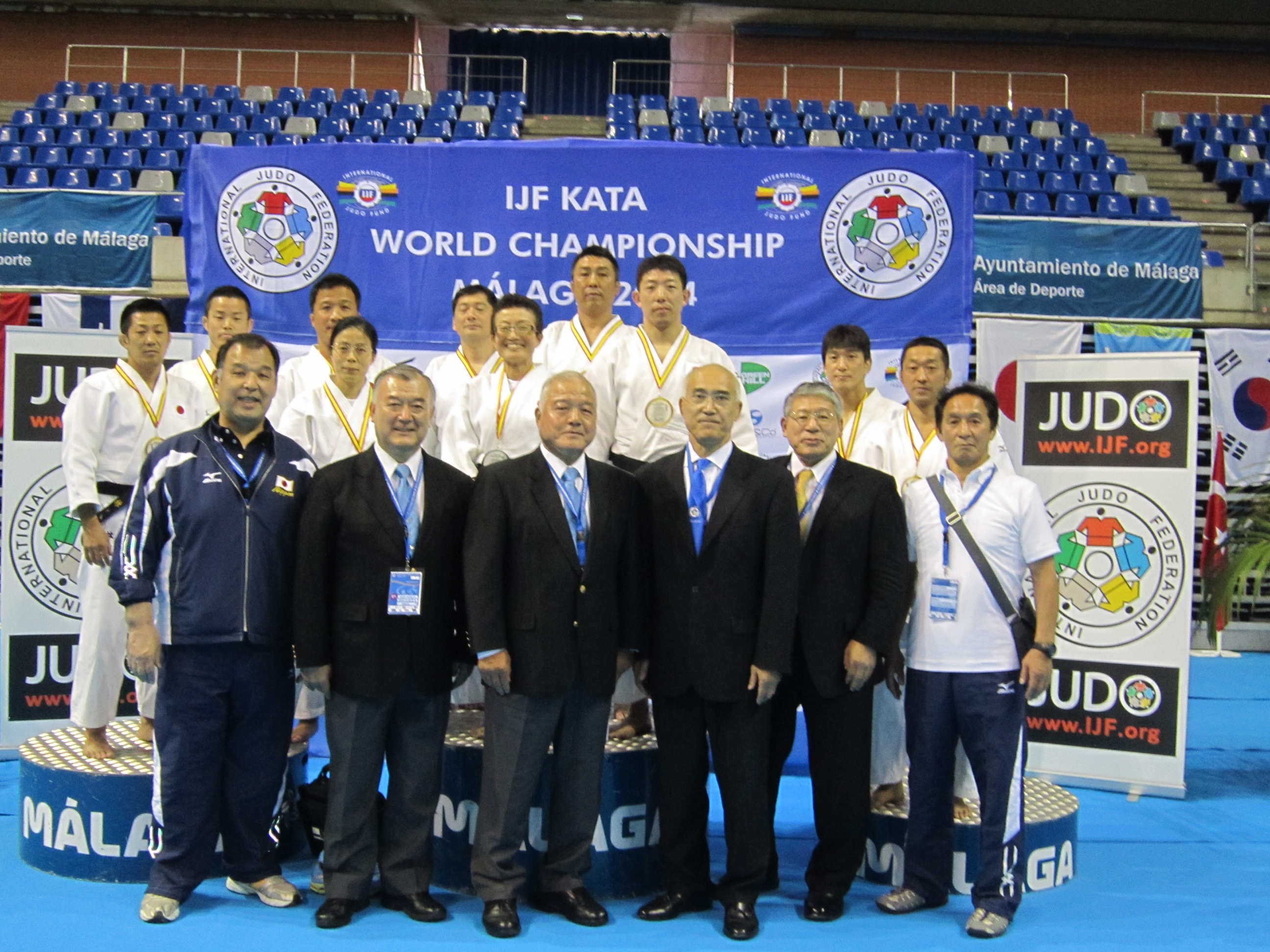
世界形選手権大会2014 優勝チーム

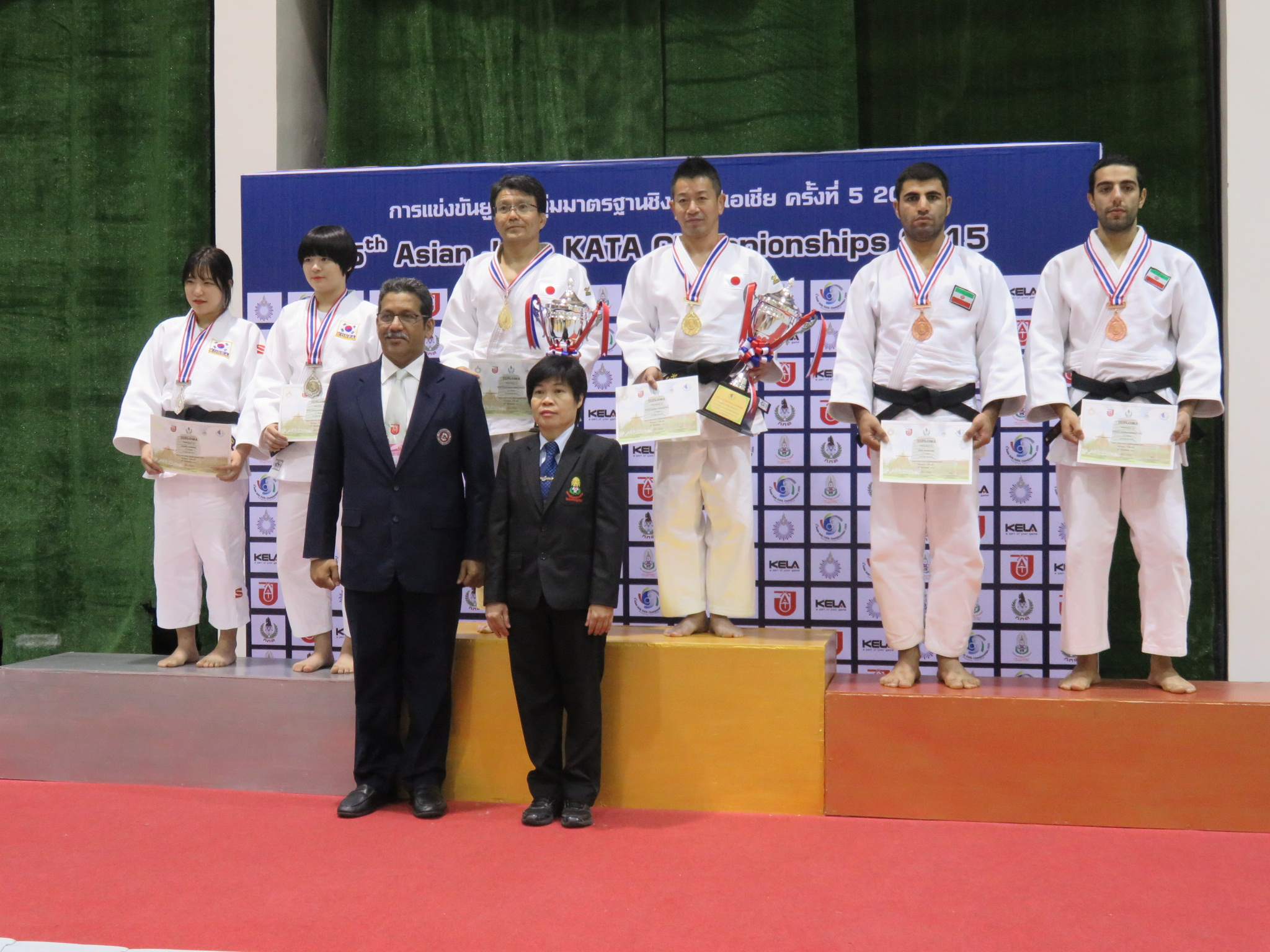
アジア形選手権 固の形

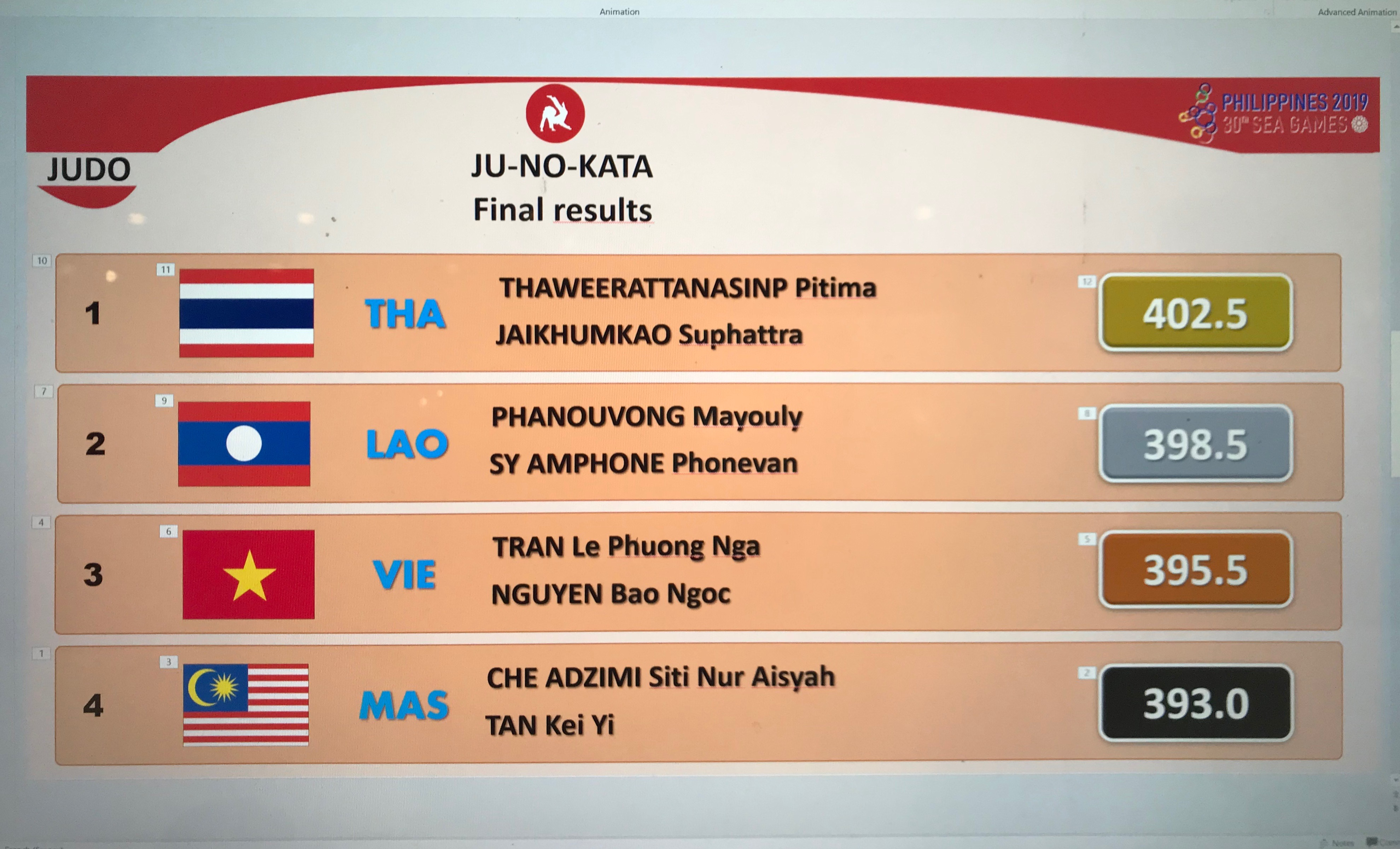
SEA game 柔の形 結果

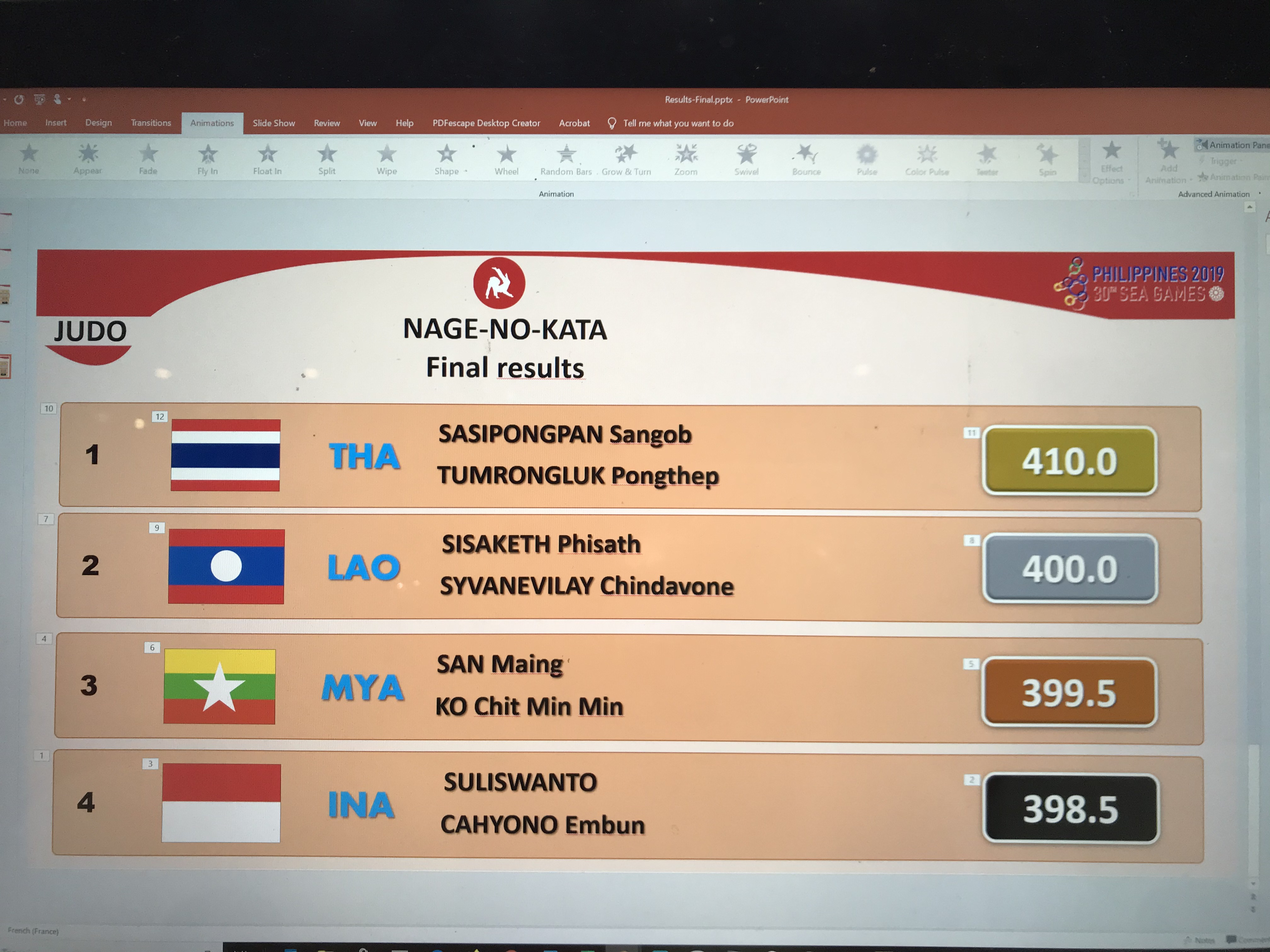
投の形結果

ヨーロッパでは2005年に欧州柔道連盟が第1回欧州柔道「形」選手権大会をロンドン郊外で開催した。2009年には国際柔道連盟が主催する初の世界形選手権大会が開催され、アジアでは2011年にアジア選手権大会がそれぞれ形単独で開催されている。さらに東南アジア地区のSEA(South East Asia)Gamesでは、2007年から投の形（捨身技を除く。2009年からは全て）と柔の形が、隔年で実施されている。
アジアでは、2019年の香港オープン柔道大会において、形の部門も5種目で始まった。
形ワールドカップ
2008年11月には世界選手権大会のテストイベントとして国際柔道連盟形ワールドカップ がパリで開催され、投の形に13か国、18組、固の形に12か国、16組、極の形に11か国13組、柔の形に13か国17組、講道館護身術に11か国12組が参加した 。
|              | 優勝                                                                 | 準優勝                                                           | 3位                                                                                 |
| ------------ | -------------------------------------------------------------------- | ---------------------------------------------------------------- | ----------------------------------------------------------------------------------- |
| 投の形       | スルラ・ルリアン/フレイス・オーレリアン組 （ルーマニア）（470.01点） | 内山貴之、松井孝文組                                             | ラウル・ペレス・カマチョ/ロベルト・ペレス・カマチョ組（スペイン）                   |
| 固の形       | 松本裕司・中橋政彦組（516.99点）                                     | プロイエッティ・ステファノ/ディ・レロ・ステファノ組（イタリア）  | ジュァン・へウテ・ゴイコエチャンディア/ロベルト・アグレイラ・ヴィラー組（スペイン） |
| 極の形       | 今尾省司・清水和憲組（640点）                                        | ブラス・ペレス・フェルナンド/チュン・セウ・チャン組 （スペイン） | ストックマン・ピエレ/ヘルマン・ロムアルド（ベルギー）                               |
| 柔の形       | 横山悦子・大森千草組（472点）                                        | ソッシ・イラリア/フリットリ・マルタ組 （イタリア）               | シュラー・マリアンネ/ドインゲス・イリス（ドイツ）                                   |
| 講道館護身術 | 濱名智男、山崎正義組（660点）                                        | マイネンティ・ダニエル/ファシリオ・アンドレア組（イタリア）      | ベラノ・フェルナンデス・ジュサス/ゴンザレス・ベルガ・マキシモ（スペイン）           |

世界形選手権大会

世界形選手権大会は第1回は、マルタで2009年10月に開催された。24か国から82組が参加した。1か国から各形に2組までの参加が認められたが、日本は各形1組を送った。日本代表選手は、投の形、近藤克幸・大河内哲志組、固の形は、松本裕司・中橋政彦組、極の形は、竹石憲治・植松恒司組、柔の形は、横山悦子・大森千草組、講道館護身術は、濱名智男・山崎正義組であり、全種目とも日本代表選手が優勝した。
第2回は、ブダペストで2010年5月に開催された。参加国は28か国、132組であった。日本代表選手は、投の形、大嶋修次・鴨治由貴組、固の形は、小室宏二・高野賢司組、極の形は、竹石憲治・植松恒司組、柔の形は、横山悦子・大森千草組、講道館護身術は、濱名智男・山崎正義組であり、全種目とも日本代表選手が優勝した。
第3回は、フランクフルトで2011年6月に開催された。日本代表選手は、投の形、坂本道人・横山喬之組、固の形は、小室宏二・高野賢司組、極の形は、竹石憲治・植松恒司組、柔の形は、横山悦子・大森千草組、講道館護身術は、濱名智男・山崎正義組であり、全種目とも日本代表選手が優勝した。参加したのは、投の形27組（18か国）、固の形24組（14か国）、柔の形24組（14か国）、極の形18組（12か国）、講道館護身術23組（13か国）だった。
第4回は、ポルデノーネ（イタリア）で2012年9月に開催された。参加国は28か国、133組。日本代表選手は投の形（14か国）、坂本道人・横山喬之組、固の形（14か国）は、中山智史・林聖治組、極の形（14か国）は、今尾省司・清水和憲組、柔の形（18か国）は、横山悦子・大森千草組、講道館護身術（15か国）は、武田武・宮崎純一組全て優勝した。
第5回は、京都で2013年10月に開催された。参加国数は30か国地域。参加組数は103組。投の形23組、固の形19組、極の形21組、柔の形24組、講道館護身術16組。日本代表選手は投の形、坂本道人・横山喬之組が準優勝、固の形は、中山智史・林聖治組が優勝、下野龍司・大館斗志爾（京都）が2位、極の形は、今尾省司・清水和憲組が優勝、柔の形は、横山悦子・大森千草組が優勝、講道館護身術は、武田武・宮崎純一組が3位、宮本秀樹・渡辺正喜組（京都）が優勝した。
第6回は、マラガで2014年9月に開催された。日本代表選手は投の形、坂本道人・横山喬之組、固の形、中山智史・林聖治組、極の形、竹石憲治・植松恒司組、講道館護身術、宮本秀樹・渡辺正喜組が優勝した。柔の形、横山悦子・大森千草組は準優勝だった。
第7回は、アムステルダムで2015年9月に開催された。日本代表選手は投の形、坂本道人・横山喬之組、固の形、中山智史・林聖治組、極の形、竹石憲治・植松恒司組、柔の形、白野恵・白野光組、講道館護身術、宮本秀樹・渡辺正喜組がそれぞれ優勝した。
第8回は、マルタで2016年10月に開催された。日本代表選手は投の形、坂本道人・横山喬之組、固の形、中山智史・林聖治組、講道館護身術、宮本秀樹・渡辺正喜組がそれぞれ優勝した。極の形の優勝はフランス組で、竹石憲治・植松恒司組は準優勝だった。柔の形の優勝はドイツ組で、高野恵・白野光組は準優勝だった。
第9回は、オルビア（イタリア）で2017年10月に開催された。参加国は27か国で、日本代表選手は投の形、坂本道人・横山喬之組、固の形、中山智史・林聖治組、柔の形、石田桃子・石田真理子組、講道館護身術、池田孝生、坂巻文孝組がそれぞれ優勝した。極の形の優勝はフランス組で、竹石憲治・植松恒司組は準優勝だった 。
第10回は、カンクン（メキシコ）で2018年10月に開催された。大会は普及のため、取の年齢によって35歳を基準とし、以下をグループ1、以上をグループ2として、各形2人の優勝者が出た。参加国は23か国で、日本代表選手は柔の形、石田桃子・石田真理子組がグループ1に、そのほかはグループ2に投の形、坂本道人・横山喬之組、固の形、中山智史・林聖治組、極の形、竹石憲治・植松恒司組、講道館護身術、池田孝生、坂巻文孝組が参加し、それぞれ優勝した。
第11回は、チュンジュ（韓国）で2019年9月に、国際武術選手権大会と共同で開催された。そのため、年齢別はなく出場者に大陸枠などの制限が加えられ、日本は固の形、極の形、講道館護身術の3種類のみ出場した。投の形、ウチダ・ワグナー・タダシ、アルベス・フェレイラ・パウロ・ロベルト（ブラジル）、固の形、中山智史・林聖治組、極の形、竹石憲治・植松恒司組、柔の形、ダックス・ウォルフガング、ルーセン・ウルスラ（ドイツ）、講道館護身術、池田孝生、坂巻文孝組が優勝した。
第12回大会は、2021年10月ポルトガルのリスボンにおいて開催され、コロナ禍の収束が見えない中、25か国から103組が参加した。大会はシニアが５種目、U-23（16歳以上23歳未満）が投の形、固の形の２種目で、リスボン大学スタジアムで行われた。審査には今大会から電子タブレットが用いられた。日本から参加したのは3組で、固の形は下野龍司・大館斗志爾組、柔の形は石田桃子・石田真理子、講道館護身術は池田孝生・酒巻文隆組が出場し全て優勝した。シニアの投の形はオランダ、極の形はフランスが優勝し、U-23では投の形に7組、固の形に4組の出場があり、共にフランスが優勝した。
第13回大会は、2022年9月13−14日、ポーランドのクラクフにおいて26カ国から242組が参加した。日本は投の形、極の形、講道館護身術の３種目に出場した。投の形はコロンビアのエスコバル・グラテンフェンドが優勝し、赤坂洋輔・若菜大輔は２位、極の形は佐藤幸範・柴崎文伸が優勝、講道館護身術術は池田孝生・酒巻文孝が優勝した。
第14回大会は、2023年10月28−29日、アブダビ（UAE）において35カ国地域から142組284名が参加した。日本は、シニアの部は投の形、固の形、柔の形の３種目に出場し、U-23では初めて全日本学生柔道連盟が投の形と固の形に派遣した。投の形は赤坂洋輔・若菜大輔組、固の形は下野龍司・大館斗志爾組、柔の形は石田桃子・石田真理子組が出場し全て優勝した。U-23は、投の形で大塚功太郎・藤大知貴（筑波大学）が優勝、固の形で三上蒼空・中村信音（金沢学院大学）準優勝した。

アジア柔道形選手権大会
アジア柔道形選手権大会は第1回はバンコックで2011年3月に開催され、11か国が参加した。日本代表選手は、投の形、坂本道人・横山喬之組、固の形は、小室宏二・高野賢司組、極の形は、竹石憲治・植松恒司組、柔の形は、横山悦子・大森千草組、講道館護身術は、濱名智男・山崎正義組であり、全種目とも日本代表選手が優勝した。
第2回もバンコックで2012年2月に開催され、7か国が参加した。日本代表選手は、投の形、坂本道人・横山喬之組、固の形は、小室宏二・高野賢司組、極の形は、竹石憲治・植松恒司組、柔の形は、横山悦子・大森千草組、講道館護身術は、武田武・宮崎純一組であり、全種目とも日本代表選手が優勝した。
第3回大会は、シンガポールで2013年3月に開催され、12か国35組70人が参加した。日本代表選手は、投の形、赤坂洋輔・若菜大介組、固の形は、松川博茂・杉山康弘組、極の形は、今尾省司・清水和憲組、柔の形は、白野恵・白野光組、講道館護身術は、武田武・宮崎純一組であり、全て優勝した。
第4回は、バンコックで2014年11月に開催され、8か国が参加した。日本代表選手は、投の形、赤坂洋輔・若菜大介組、固の形は、小室宏二・高野賢司組、極の形は、竹石憲治・植松恒司組、柔の形は、白野恵・白野光組、講道館護身術は、宮本秀樹・渡辺正喜組が出場し、全種目とも日本代表選手が優勝した。
第5回は、2015年12月にバンコックで開催された。8か国・地域から23組46人が参加した。投の形、赤坂洋輔・若菜大介組、固の形、松川博茂・杉山康弘組、極の形、今尾省司・清水和憲組、柔の形、石田桃子・石田真理子組、講道館護身術、池田孝生・酒巻文孝組が優勝した。
第6回は、2017年11月にバンコックで開催された。8か国から21組、42人が参加した。日本代表選手は、固の形、下野龍司・大館斗志爾組、極の形は、佐藤幸範・柴崎文伸組、講道館護身術は上坂正語・池田広樹組の3組が派遣され、固の形はイランに敗れ準優勝となったが、極の形、講道館護身術は優勝した。
第7回は、2018年11月に香港で開催された。9か国から16組、32人が参加した。日本代表選手は、投の形に富沢和英・巻下広史組、極の形は、佐藤幸範・柴崎文伸組、柔の形は高野恵・白野光組の3組が派遣され、それぞれ優勝した。固の形はチエン・マン・チュン、イン・ユ・ウオ組（香港）、講道館護身術はツエ・ライ・イー・ミシェル、チュン・クオン・ケン組（香港）が優勝した。
第8回は、2019年10月にバンコックで開催された。10か国から24組、48人が参加した。日本代表選手は、投の形に赤坂洋輔・若菜大介組、固の形は、下野龍司・大館斗志爾組、柔の形は石田桃子・石田真理子組の3組が派遣され、それぞれ優勝した。極の形はネオ・リ・ハン、タン・シアン・ジャン組（シンガポール）、講道館護身術はトラン・クオック・クオン、プハン・ミン・ハン組（ベトナム）が優勝した。
東南アジア競技大会 
東南アジア競技大会 (Southeast Asian Games , SEA GAMES) は東南アジア諸国のオリンピックと言われる大規模なスポーツ競技大会であり、2年に一度行われる。2019年には第30回を迎え加盟国も11か国となっている。
柔道競技は乱取りの他に2007年大会バンコックからは形競技も加えられ、投の形、柔の形が採用されている。2009年大会はビエンチャン（ラオス）、2011年はジャカルタ（インドネシア）、2013年はネピドー（ミャンマー）、2019年はマニラ（フィリピン）で行われている。2019年、投の形は、優勝タイ、準優勝ラオス、3位ミャンマー、柔の形は、優勝タイ、準優勝ラオス、3位ベトナムであった。2021年に予定されていた31回大会はコロナ感染の影響で、2022年5月ハノイ（ベトナム）で開催された。種目は初めて固の形を女性、講道館護身術を男性に限定して行われ、ともにベトナムが優勝した。競技において審査と集計はデジタル方式が採用された。また、乱取りでは男女混合の団体戦が初めて行われた。

## 礼法
形の審査には「礼法」の項目があり、はじめの礼と終わりの礼について正しい手順と姿勢が評価される。講道館はその趣旨と動作について「試合における礼法」として、以下のように示している。

### 趣旨
礼は、人と交わるに当たり、まずその人格を尊重し、これに敬意を表することに発し、人と人との交際をととのえ、社会秩序を保つ道であり、礼法は、この精神をあらわす作法である。精力善用・自他共栄の道を学ぶ柔道人は、内に礼の精神を深め、外に礼法を正しく守ることが肝要である。

### 敬礼
1.立礼（りつれい）
立礼は、まずその方に正対して直立の姿勢を取り、次いで上体を自然に前に曲げ（約30度）、両手の指先が膝頭の上・握り拳約一握りくらいのところまで体に沿わせて滑りおろし、敬意を表する。この動作ののち、おもむろに上体をおこし、元の姿勢にかえる。この立礼を始めてから終わるまでの時間は、平常呼吸において大体一呼吸（約4秒）である。直立（気をつけ）の姿勢は、両踵をつけ、足先をやく60度に開き、膝を軽く伸ばして直立し、頭を正しく保ち、口を閉じ、眼は正面の目の高さを直視し、両腕を自然に垂れ、指は軽く揃えて伸ばし体側につける。
2.坐礼（ざれい）
1)正坐（せいざ）のしかた
正坐するには、直立の姿勢から、まず左足を一足長半引いて（爪立てておく）、体を大体垂直に保ったまま、左膝を左足先があった位置におろす。次いで、右足を同様にひいて爪立てたまま左膝をおろす（この場合、両膝の間隔は大体握り拳二握りとする）。次いで、両足の爪先を伸ばし、両足の親指と親指を重ねて臀部をおろし体をまっすぐに保ってすわる。この場合、両手は、両大腿の付け根に引きつけて指先をやや内側に向けておく。
2)坐礼
坐礼は、まずその方に向かって正坐し、次いで、両ひじを開く事なく両手を両膝の前握り拳約二握りのところにその人差し指と人差し指とが約6 cmの間隔で自然に向き合うようにおき、前額が両手の上約30 cmの距離に至る程度に上体を静かに曲げて敬意を表する。この動作ののち、静かに上体を起こし、元の姿勢に復する。上体を前に曲げるとき、臀部が上がらないように留意する。
古式の形においては、競技者同士の礼は他の形と異なり、両膝をつけたのち足の甲を畳につけず爪立ちのまま行う礼を本体としている。
3.正坐からの立ちかた
立ち上がるには、まず上体を起こして両足先を爪立て、次いで坐るときと反対に、右膝を立て右足を右膝頭の位置に進め、次いで右足に体重を移して立ち上がり、左足を右足に揃えて直立の姿勢に復する。
戦前に文部省が制定した「昭和の国民禮法」では、「坐った姿勢」として「両足の拇指を重ね、男子は膝頭を三四寸位離し、女子はなるべくつけ」と示されている。武道の座り方として、小笠原清忠は「膝頭は男子は握り拳一つ開き、女子はピタリとつけるように」と説明している。柔道においては、女子柔道という言葉が存在し、男性のそれとは異なる部分があるという認識が持たれており、礼法においても正坐の膝頭の位置に関して、以下の指摘が見られる。伊藤四男は『女子柔道・護身術』で「膝は握り拳が一つ入るくらいに開く」、乗富政子は『女子柔道教本』で「両膝の間隔は4～5 cm位」、柳沢久、山口香は『基本レッスン女子柔道』で「正座した際に両膝をそろえる」とし、講道館の”両膝の間隔は大体握り拳二握りとする”より狭い。また、坐る時の”左足から坐って右足から立つ”「左坐右起」の方法は、1943（昭和18）年に講道館と大日本武徳会との間で礼法の統一がなされた時に採用されたものである。講道館ではそれまで『柔道修行者礼法』に示されるように「右坐左起」の方法がとられていた。

## 技術

### 演技と位置
形は、柔道技術の理合いに則って、いろいろな内容を含んでいるが、その演技は取（とり：相手を制する側）と受（うけ：攻撃を仕掛ける側）に分かれて行われる。演技を行うのは現今の試合場（10m x 10m）が一般的で、試合と同じように礼法から始まり、終了する。取と受の位置は各形によって決まっている。柔の形、講道館護身術、古式の形では、正面（上席）に対し、右側に取が、受が左側に位置し、投の形、固の形、極の形、五の形では、同様に左側に取、右側に受が位置する。

### 投の形

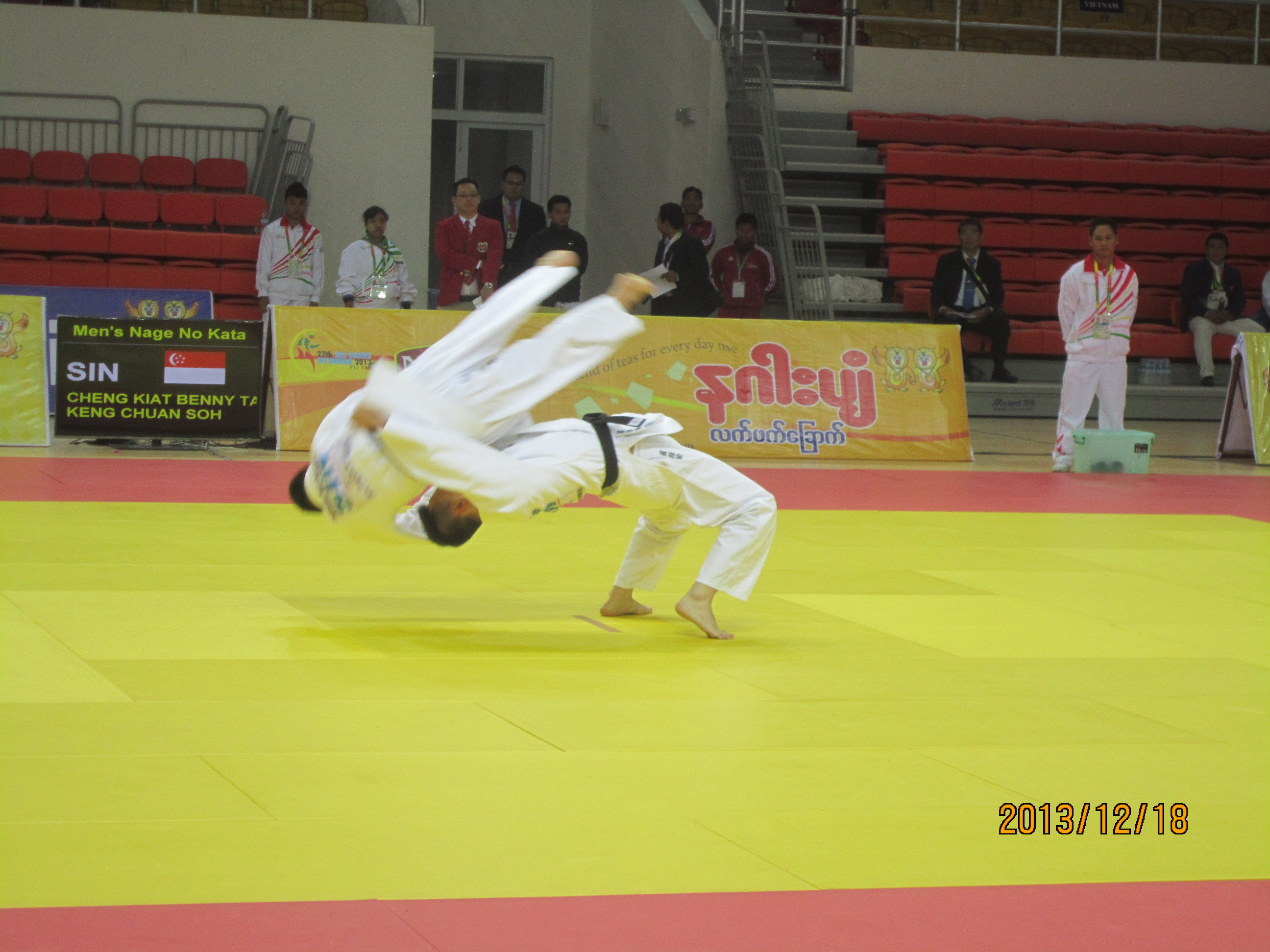
裏投

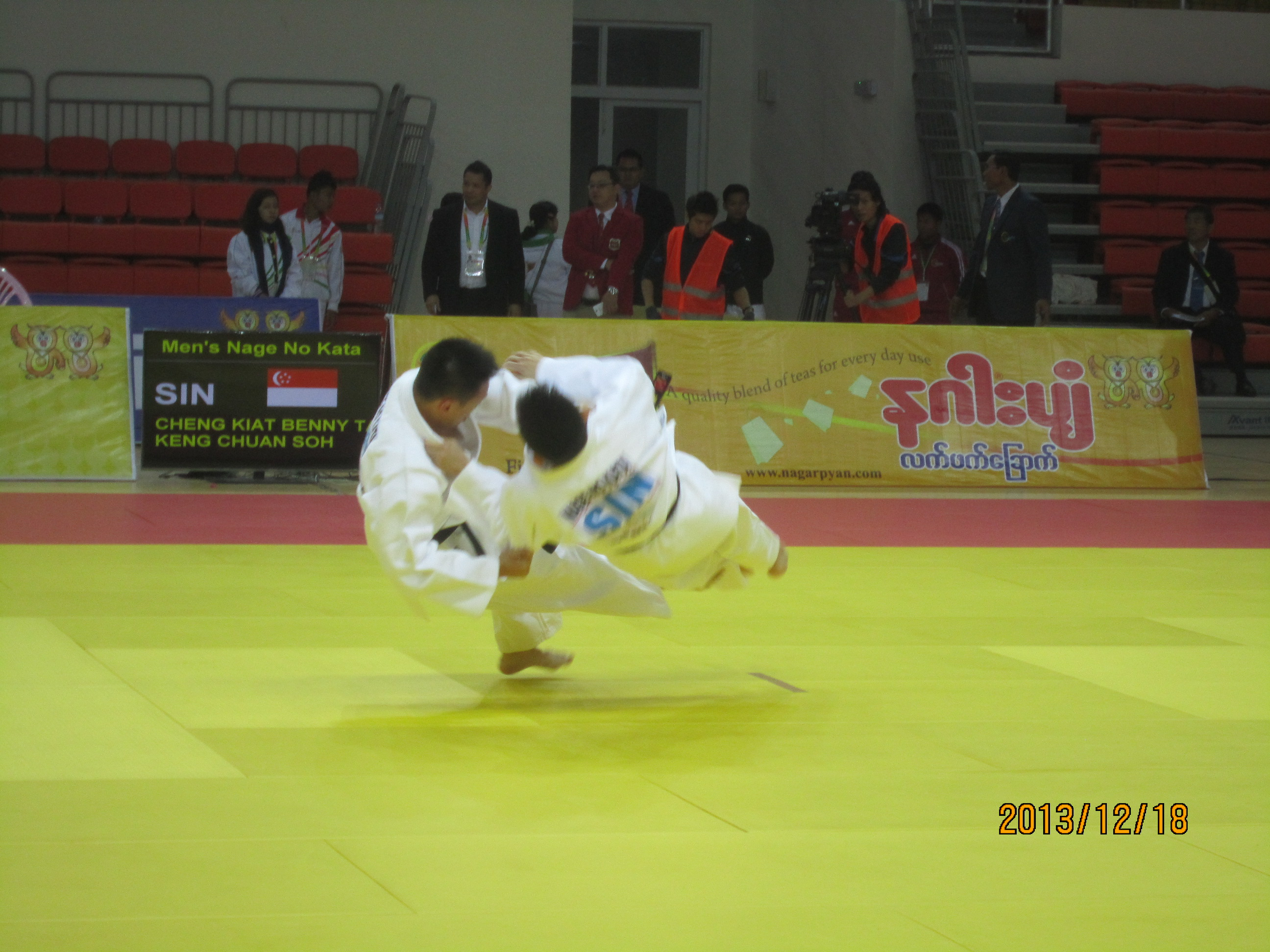
横掛

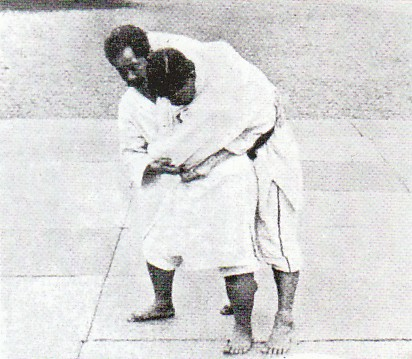
浮腰
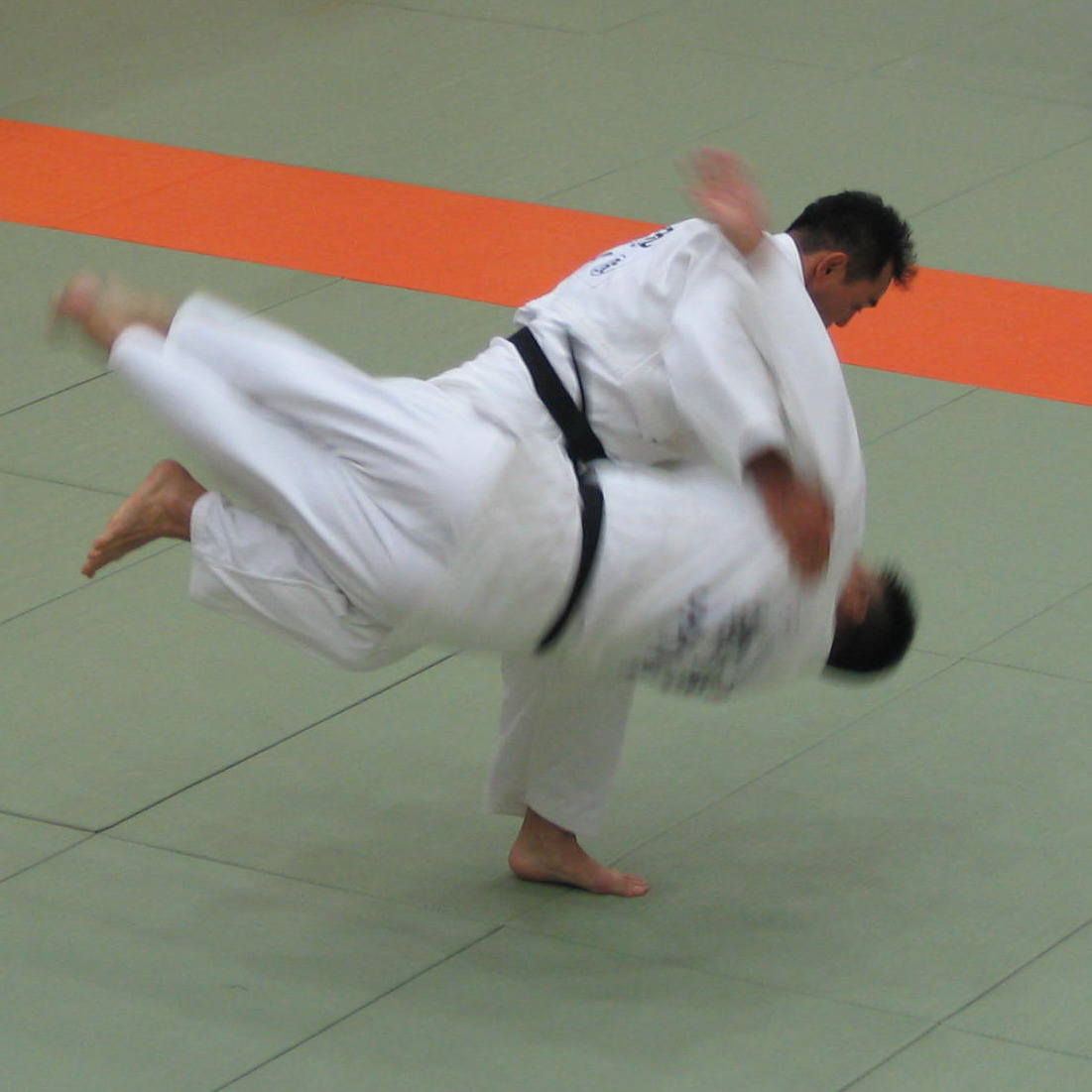
払腰
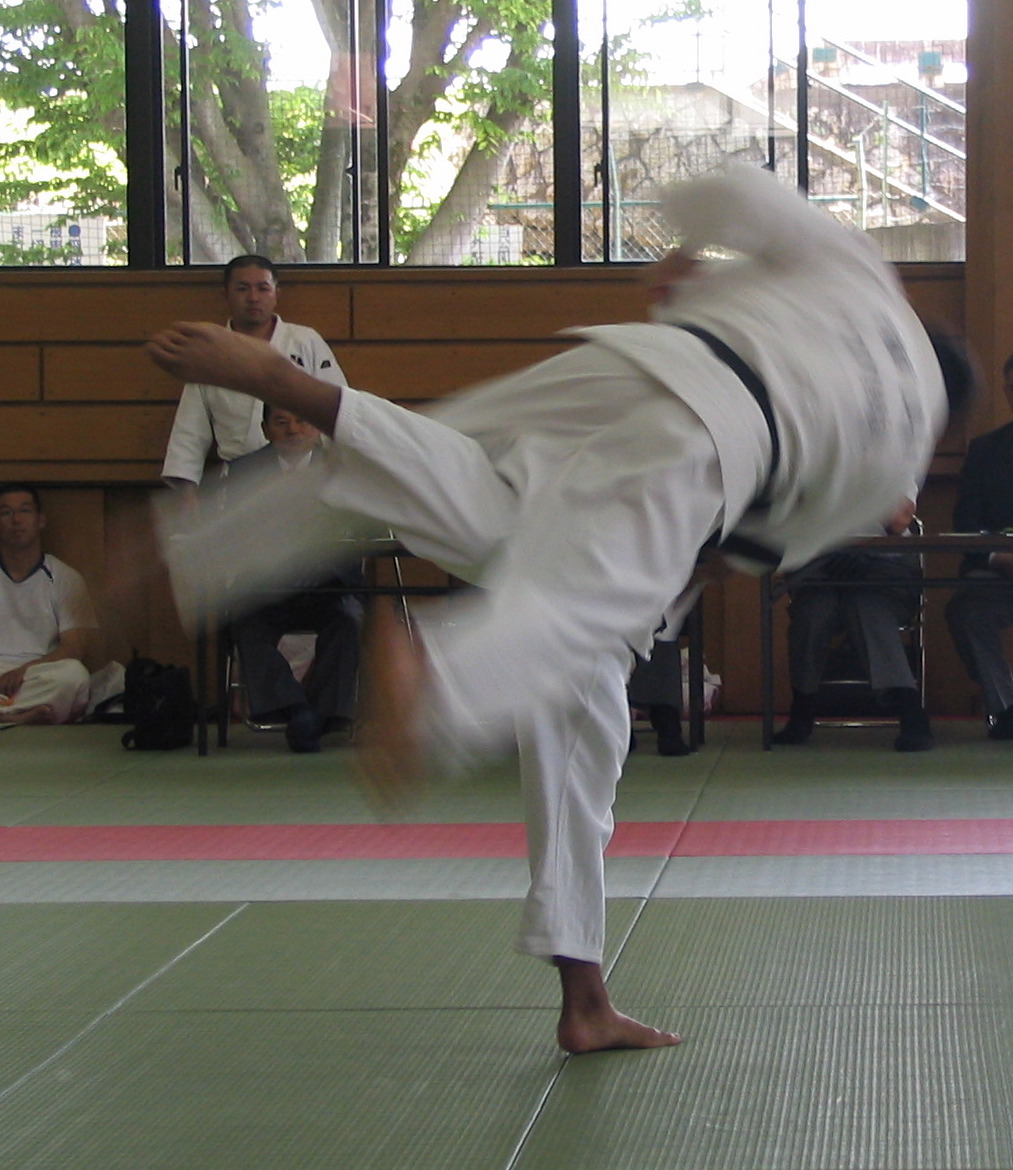
内股

投の形（なげのかた）は、手技、腰技、足技、真捨身技、横捨身技各3本ずつ、計15本からなる投げ技の形。各技それぞれ左右の施技を行う。手技、腰技、足技は初段の審査の対象であり、真捨身技、横捨身技と先の3つを合わせた全てが2段の審査の対象である。背負投は講道館の「柔道の投技の名称」でいうと背負投ではなく一本背負投である。1997年に「柔道の投技の名称」では一本背負投は背負投から分離独立した。
また、受（投げられるほう）が打ちかかってくる技に（背負投、浮腰、裏投、横車）があるが、これは、時代背景として渦巻による天倒への打撃が有効と見做されていたためである。
投の形が作られたのは明治17、18年頃であり、当初は10本であったとされる。15本となってからも、後に、掬投→肩車、釣落→隅返と変更されている。1960年に講道館において統一されたものである。

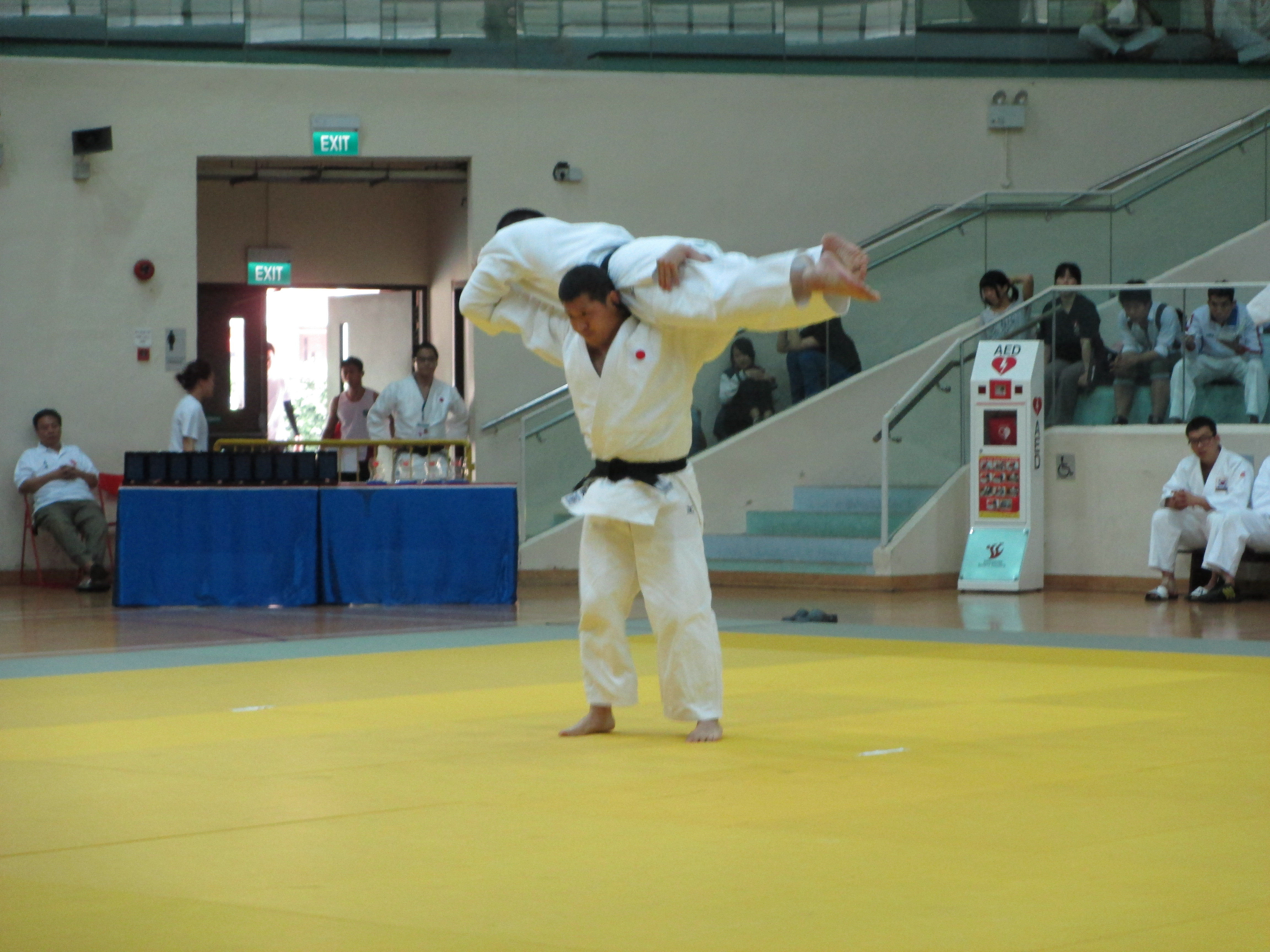
肩車

- 手技（てわざ）
  - 浮落（うきおとし）
  - 背負投（せおいなげ）
  - 肩車（かたぐるま）肩車
- 腰技（こしわざ）
  - 浮腰（うきごし）
  - 払腰（はらいごし）
  - 釣込腰（つりこみごし）
- 足技（あしわざ）
  - 送足払（おくりあしはらい）
  - 支釣込足（ささえつりこみあし）
  - 内股 （うちまた）
- 真捨身技（ますてみわざ）
  - 巴投（ともえなげ）
  - 裏投（うらなげ）裏投
  - 隅返（すみがえし）
- 横捨身技（よこすてみわざ）
  - 横掛（よこがけ）横掛
  - 横車（よこぐるま）
  - 浮技（うきわざ）

- 浮腰
- 払腰
- 内股

### 固の形

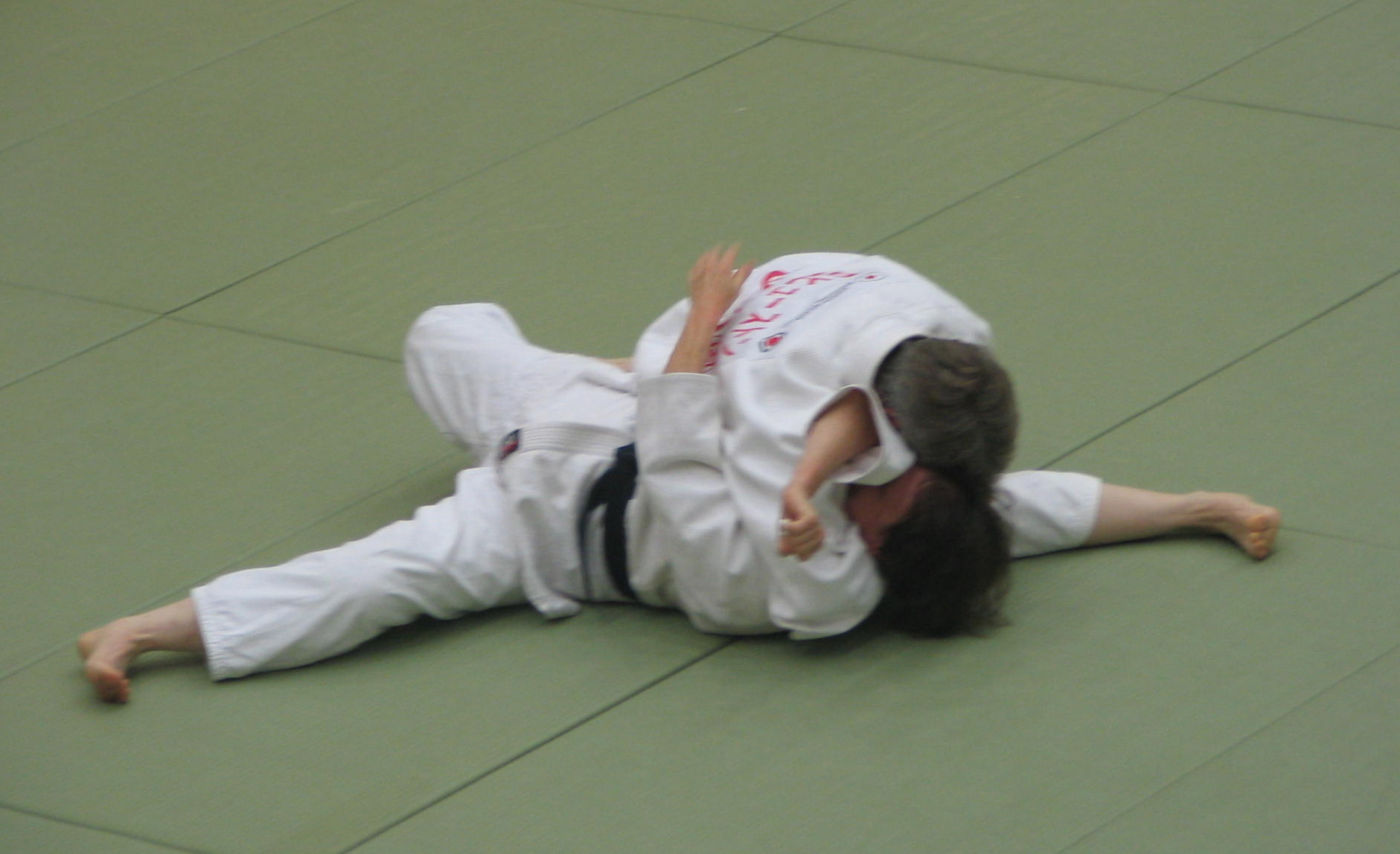
肩固
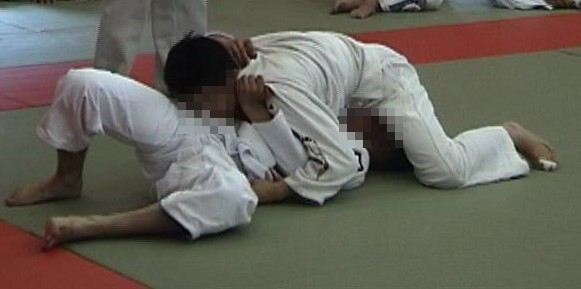
上四方固
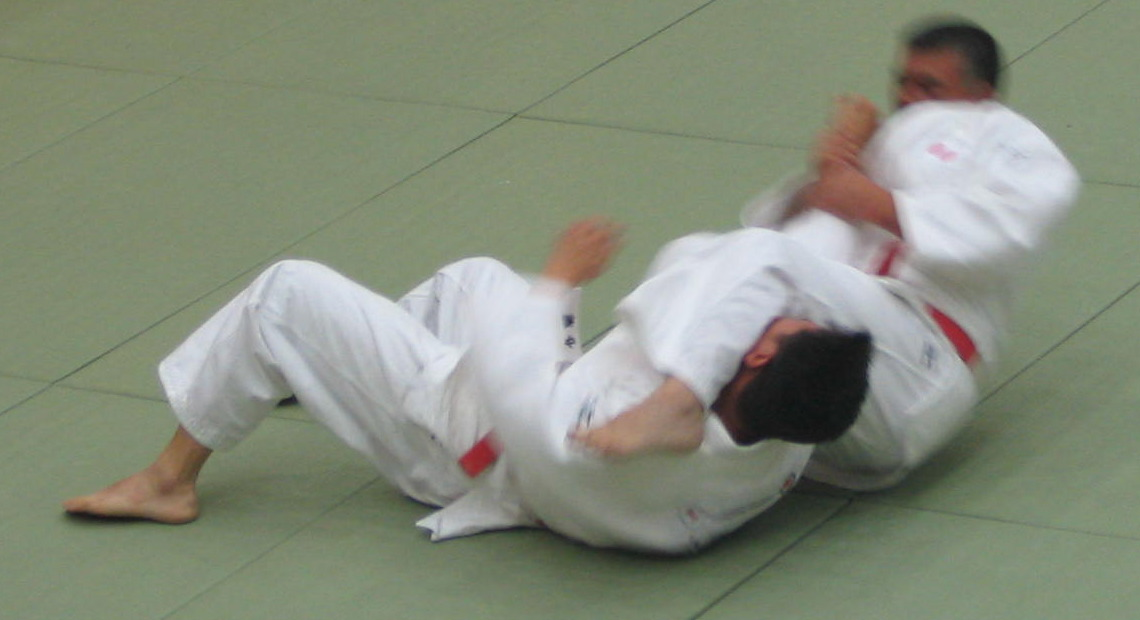
腕挫十字固
足緘

固の形（かためのかた）は、抑込技、絞技、関節技、各5本からなる固め技の形。1916年から乱取りで禁止されている技足緘も含む。1884年（明治17年）、1885年（明治18年）頃、「投の形」とともに制定された。「投の形」と併せて「乱取の形」ともいう。1960年、講道館によってこのかたちに統一された。

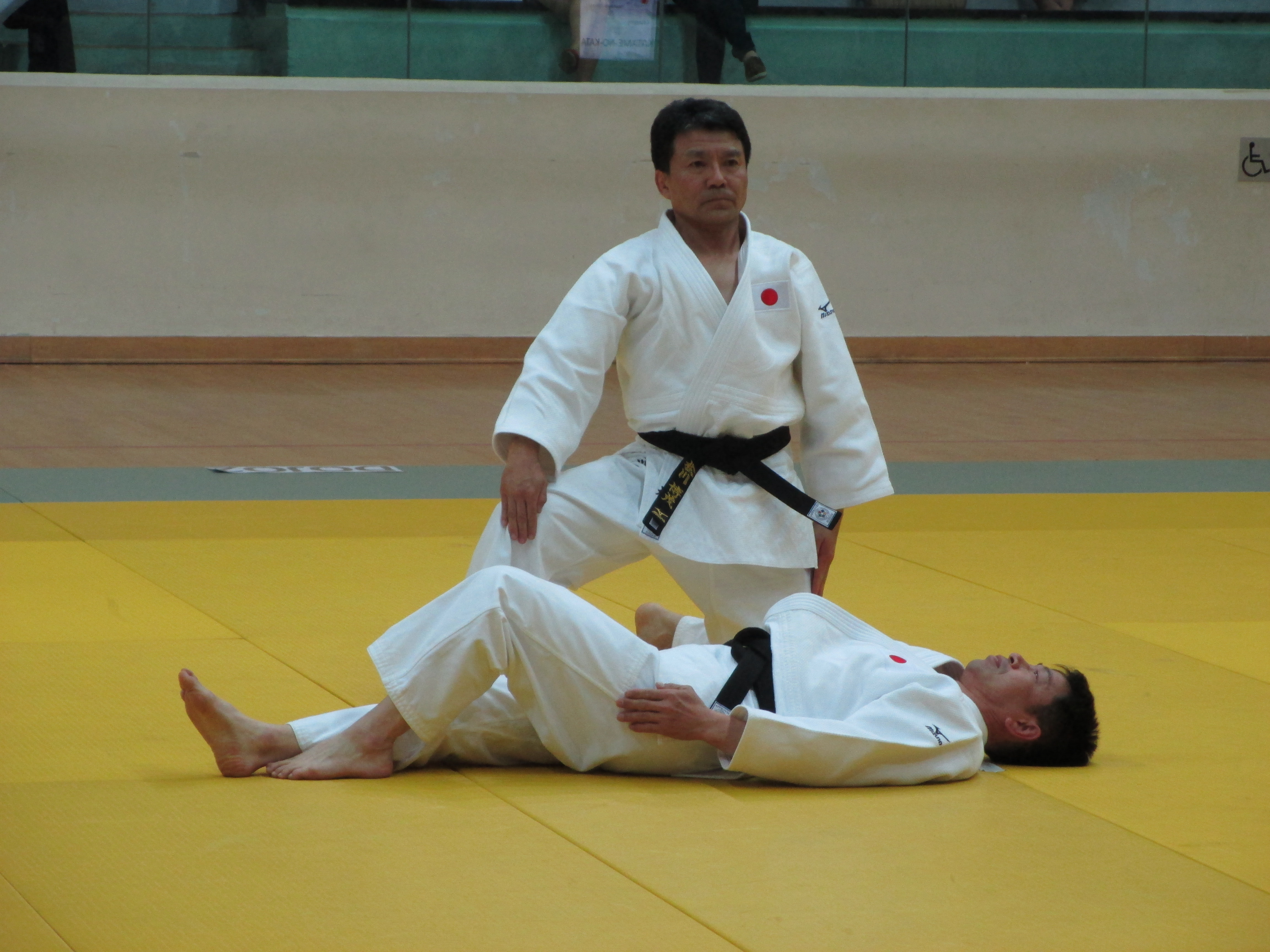
距姿（きょし）

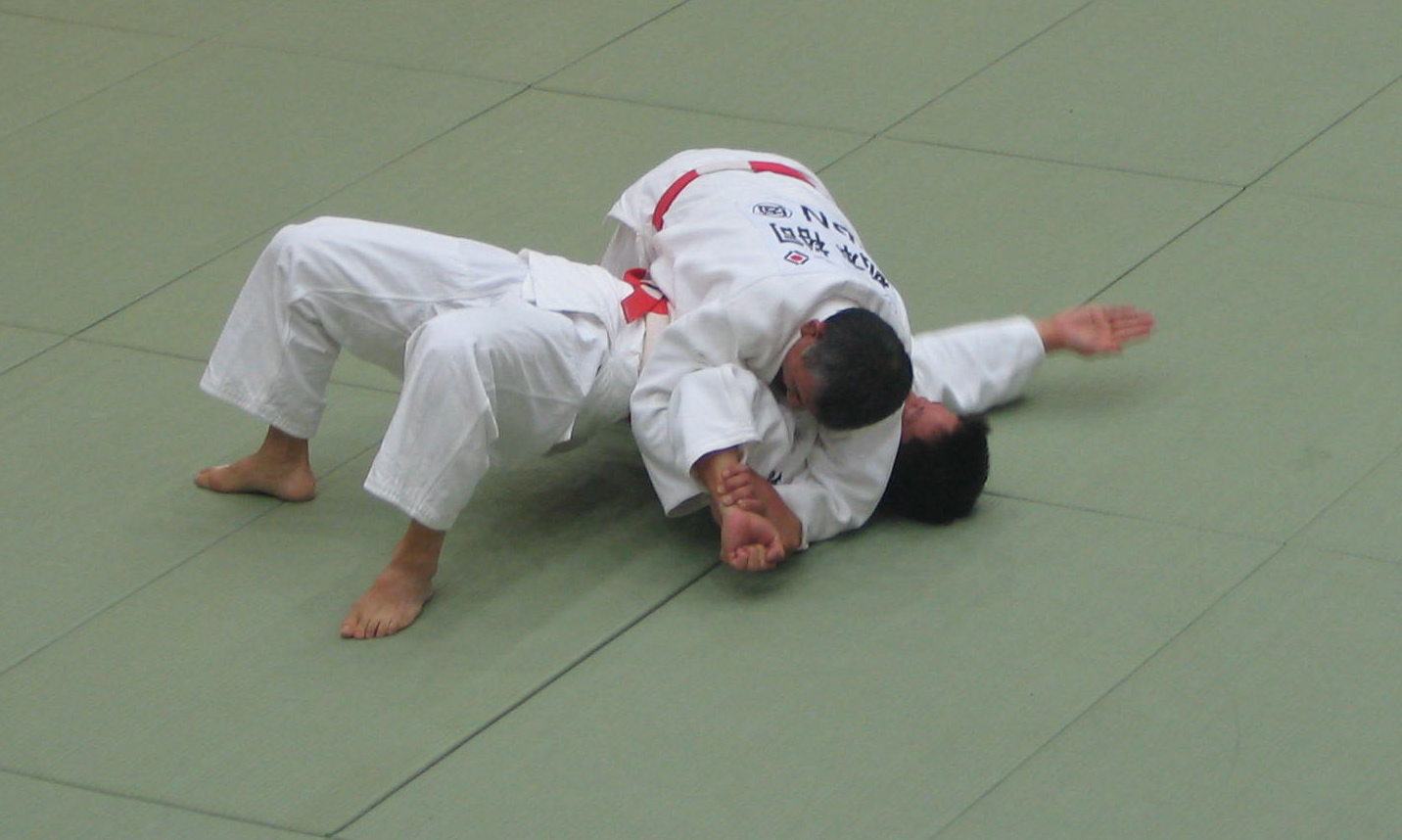
腕緘

- 抑込技（おさえこみわざ）
  - 袈裟固（けさがため）
  - 肩固（かたがため）
  - 上四方固（かみしほうがため）
  - 横四方固（よこしほうがため）
  - 崩上四方固（くずれかみしほうがため）
- 絞技（しめわざ）
  - 片十字絞（かたじゅうじじめ）
  - 裸絞（はだかじめ）
  - 送襟絞（おくりえりじめ）
  - 片羽絞（かたはじめ）
  - 逆十字絞（ぎゃくじゅうじじめ）
- 関節技（かんせつわざ）
  - 腕緘（うでがらみ）腕緘
  - 腕挫十字固（うでひしぎじゅうじがため）
  - 腕挫腕固（うでひしぎうでがため）
  - 腕挫膝固（うでひしぎひざがため）
  - 足緘（あしがらみ）

- 肩固
- 上四方固
- 腕挫十字固
- 足緘

### 極の形
極の形（きめのかた）は、真剣勝負の形とも称され、柔道の技法（投げ技、固め技、当身技）を駆使した実戦的な形で、俊敏な体さばきと効果的な極め方を学ぶ。両者座って行う「居取」8本、両者立って行う「立合」12本からなる。講道館で制定されたのは、1887年（明治20年）であるが、13本であった。その後、大日本武徳会で1906年（明治39年）に7本が加えられ、20本となり全国で統一された。これは1977年（昭和52年）に講道館で統一された。

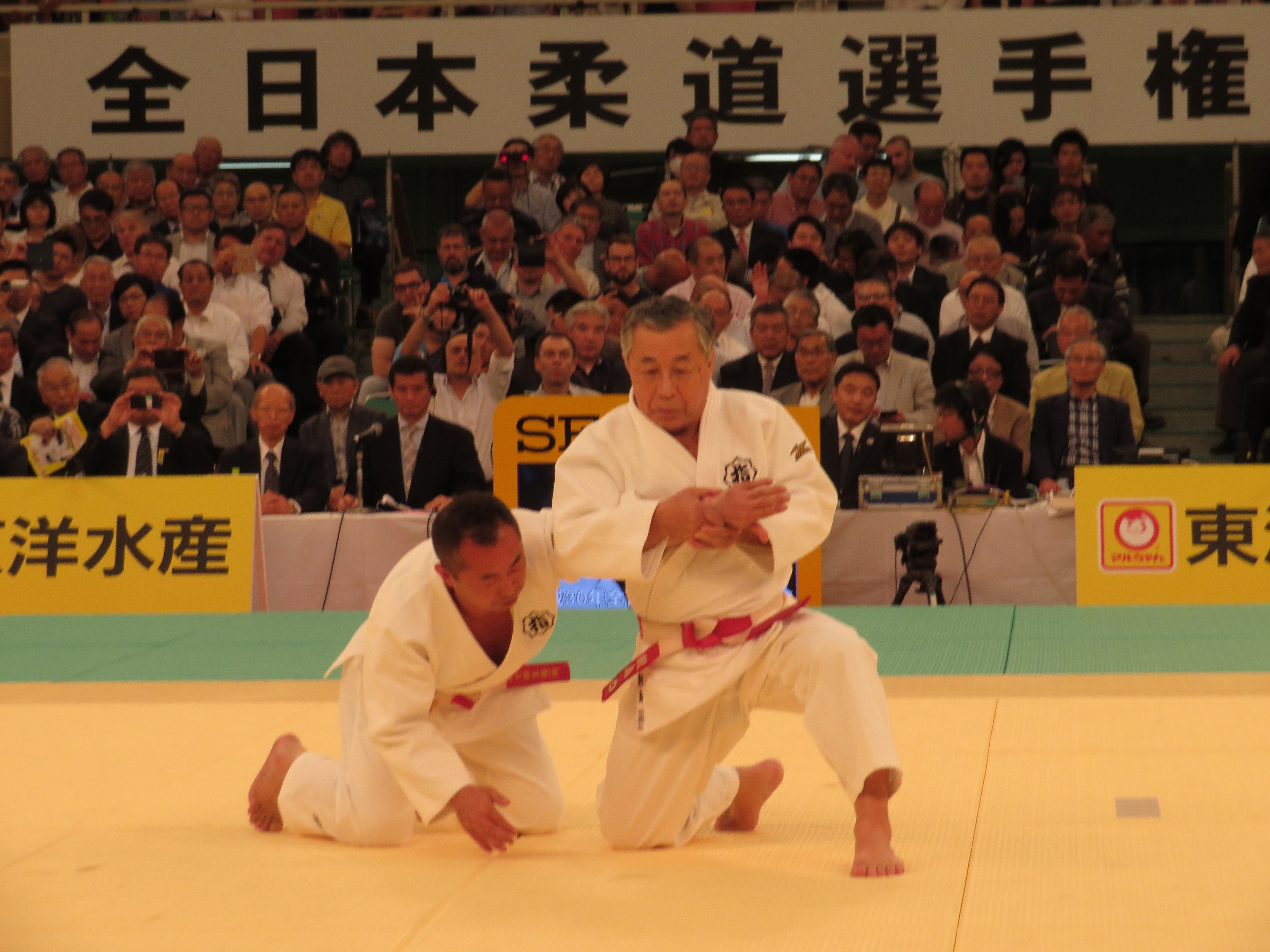
極の形の居取の技

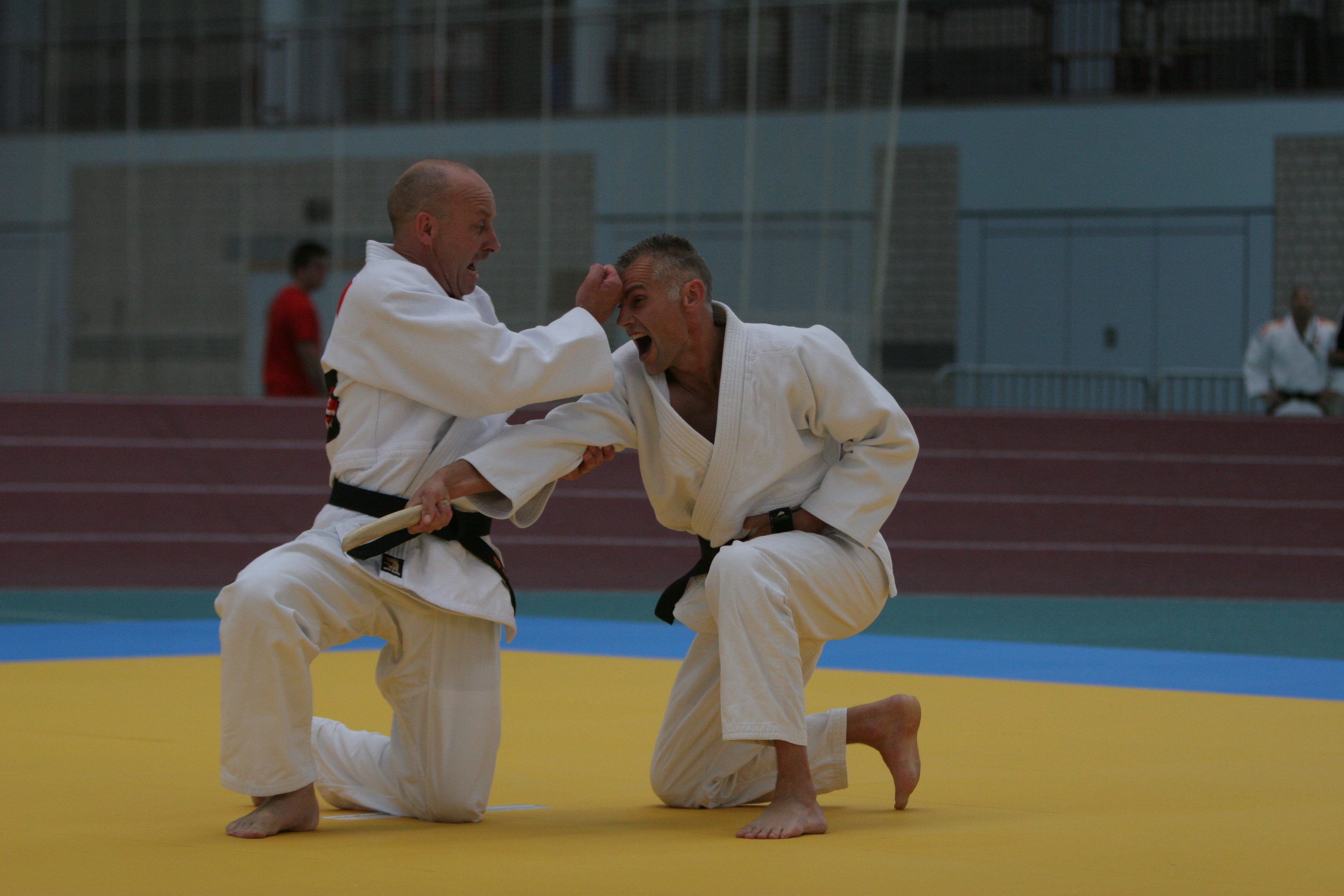
突込

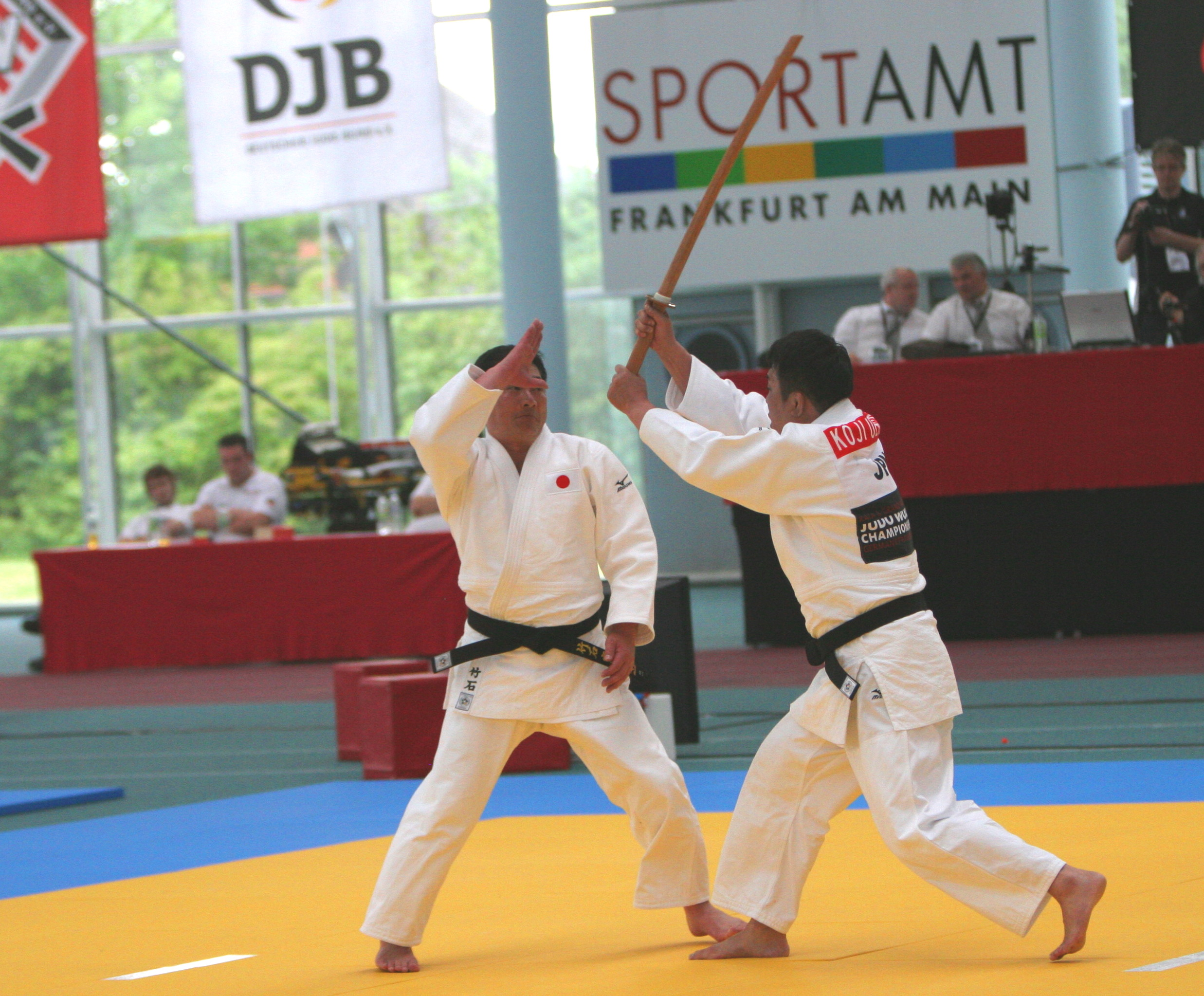
切下

- 居取（いどり）
  - 両手取（りょうてどり）
  - 突掛（つっかけ）
  - 摺上（すりあげ）
  - 横打（よこうち）
  - 後取（うしろどり）
  - 突込（つっこみ）突込
  - 切込（きりこみ）
  - 横突（よこづき）
- 立合（たちあい）切下
  - 両手取（りょうてどり）
  - 袖取（そでとり）
  - 突掛（つっかけ）
  - 突上（つきあげ）
  - 摺上（すりあげ）
  - 横打（よこうち）
  - 蹴上（けあげ）
  - 後取（うしろどり）
  - 突込（つっこみ）
  - 切込（きりこみ）
  - 抜掛（ぬきがけ）
  - 切下（きりおろし）

### 柔の形

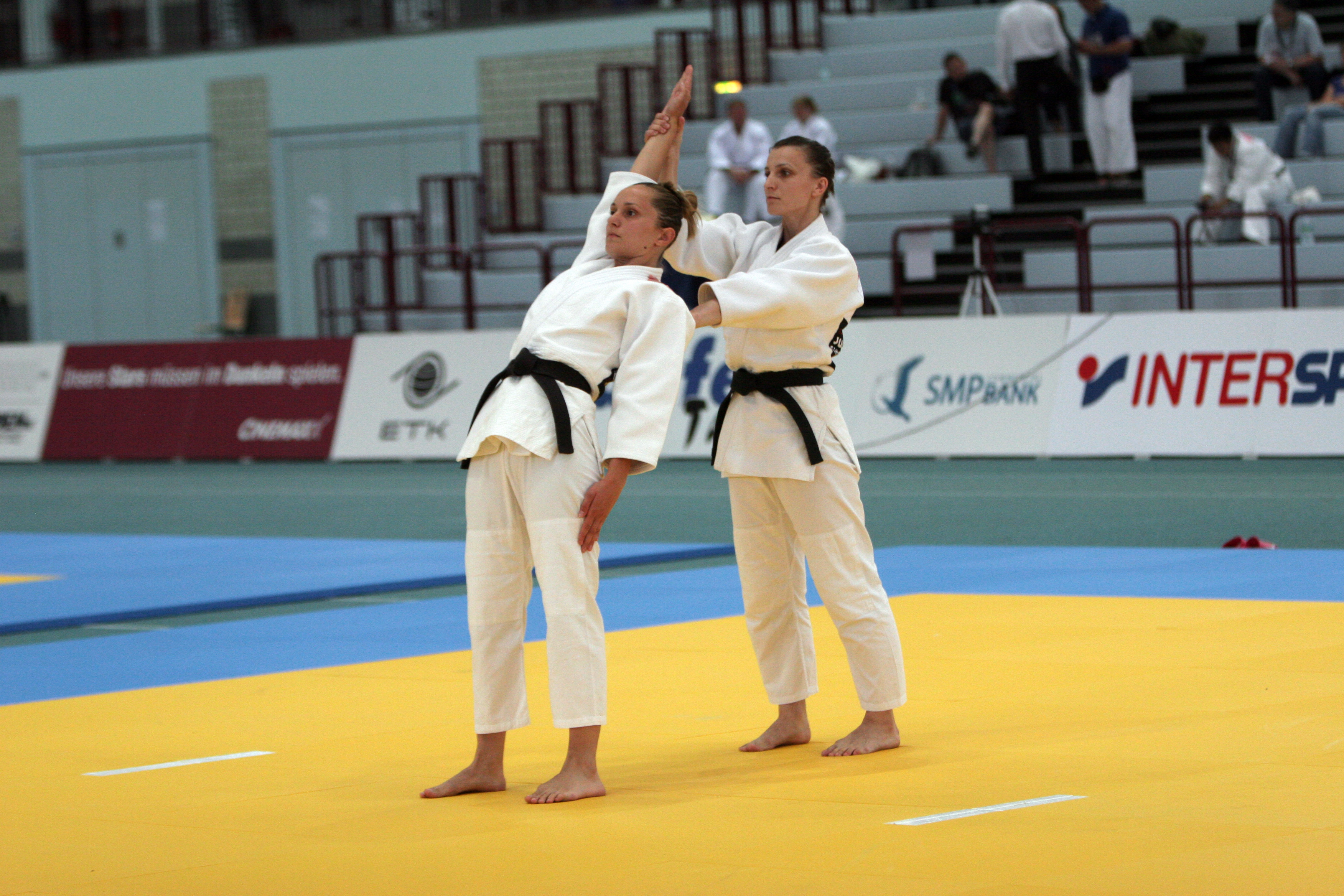
突出

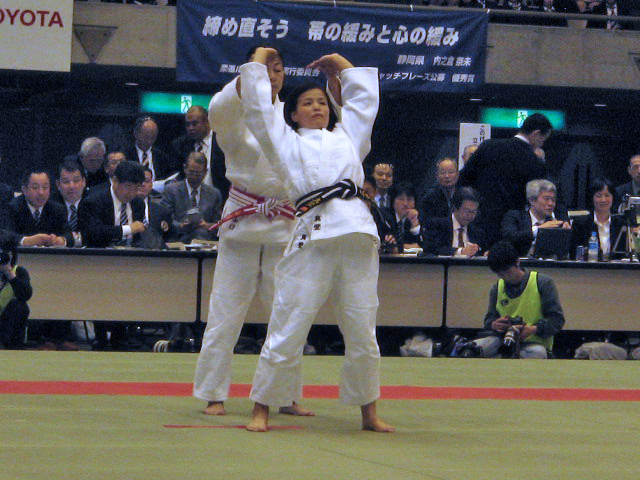
肩押

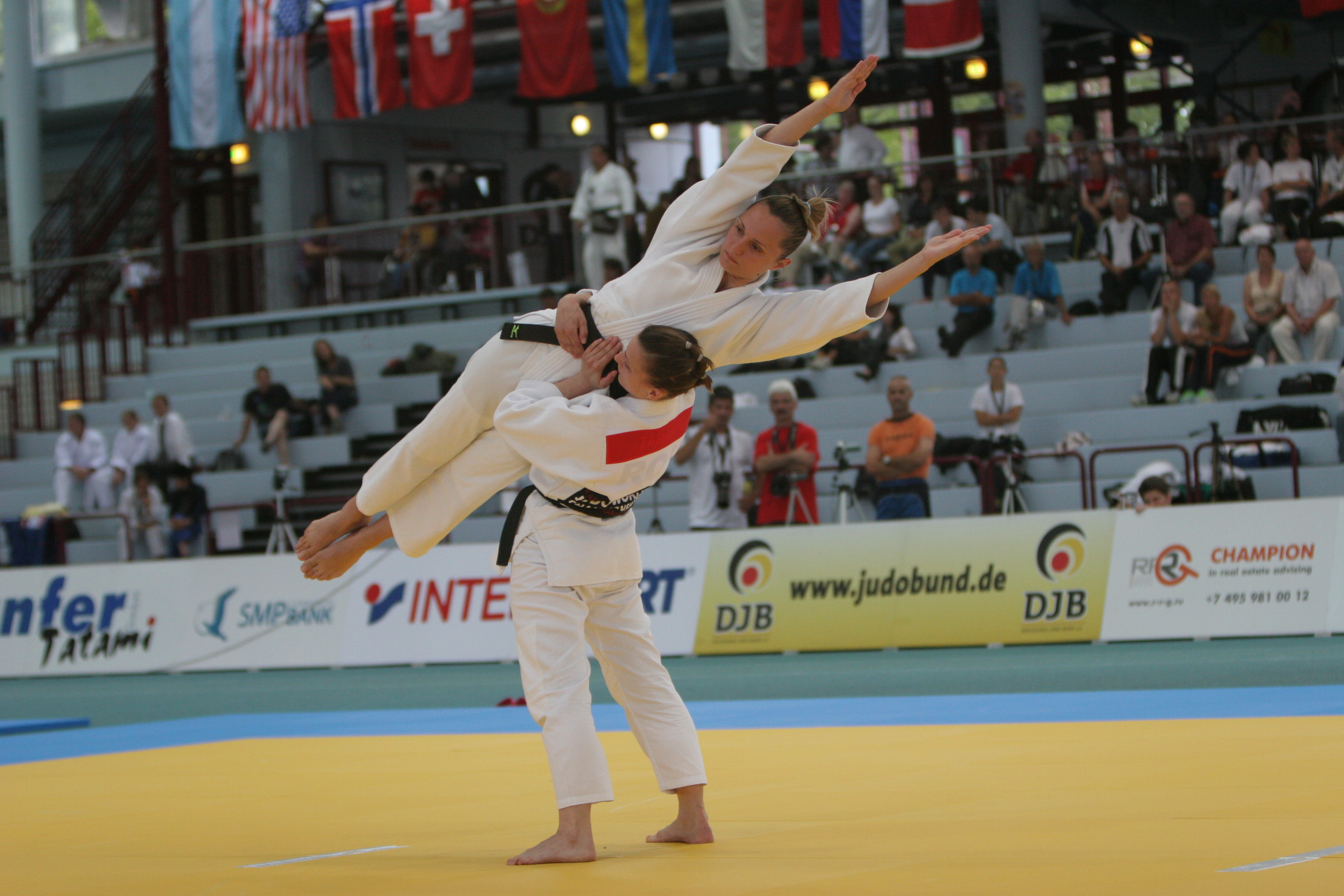
斜打

柔の形（じゅうのかた）は、1887年（明治20年）頃に創られた。最初は10本くらいで、1907年（明治40年）頃に今日の15本になった。これは1977年（昭和52年）に講道館で統一された。
柔の形は、柔よく剛を制すの理合を会得するために、緩やかな動作で、力強く、表現的、体育的に組み立てられたもので、第一教から第三教まで各5本の計15本から成り立つ。嘉納は、最初に学ぶべき形として柔の形をあげ、相手の力に順応して勝ちを制するという理屈を理解するのに都合が良い点、さらに投げられることもなく、かつ静かな運動であるから初心者に習いやすい点を挙げている。
講道館は柔の形の特徴を次のように説明している。
1. どんな服装でも、どんな場所でも、どんな時でも、自由に練習することができる。
2. 老若男女の区別なく、誰でも楽しく柔道の理論を学ぶことができる。
3. 攻撃防御の動作を緩やかな動作で行うから、その理合（りあい）を正確かつ容易に学ぶことができる。
4. 伸筋を働かせたり、体を反らせたりすることが多いので、乱取りと併せ行うことによって、体の円満な発達をはかることができる。
5. 自然な体さばきと、無理のない変化により、美的な情操を養うことができる。

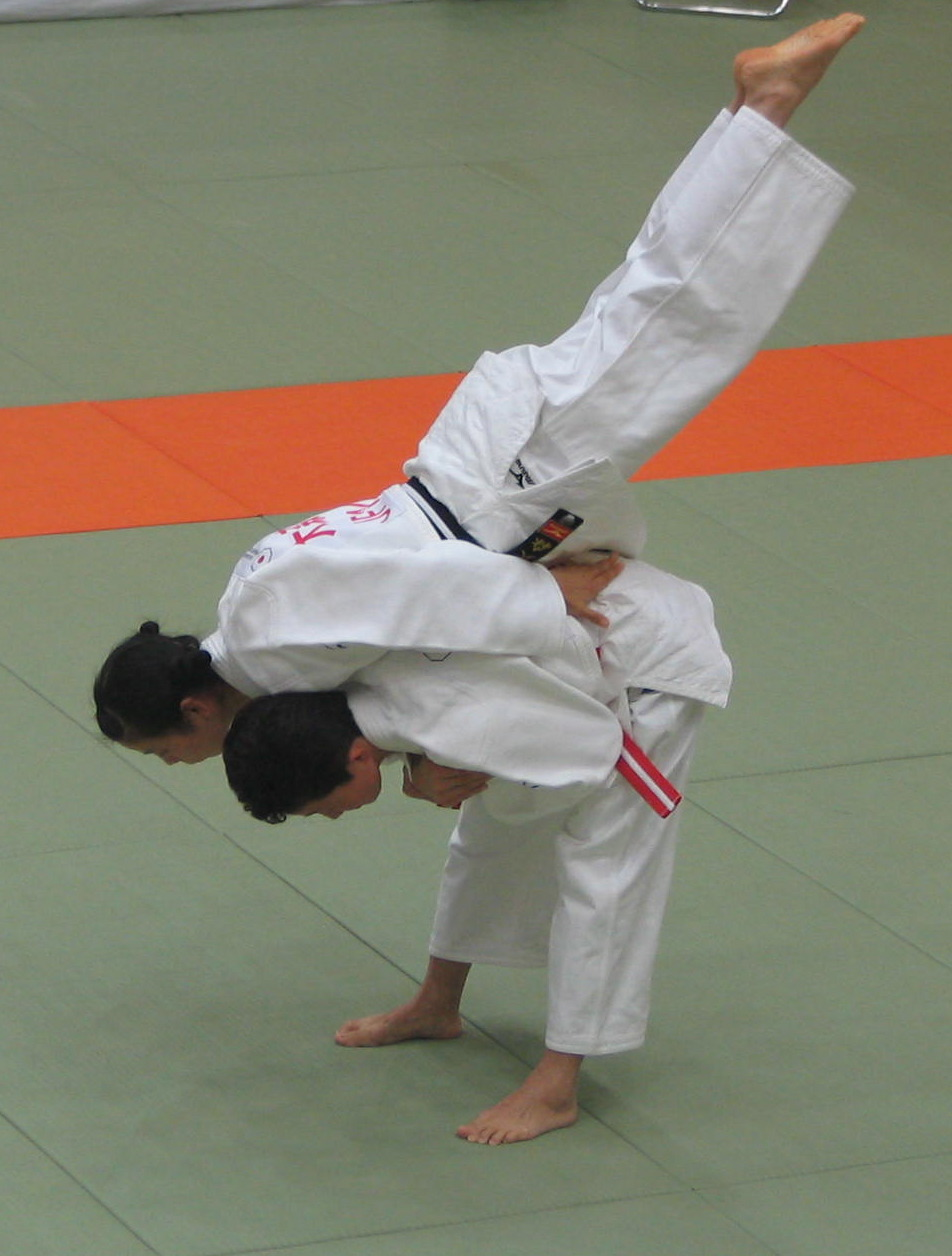
柔の形 第一教「肩廻」

- 第一教
  - 突出（つきだし）
  - 肩押（かたおし）
  - 両手取（りょうてどり）
  - 肩廻（かたまわし）柔の形 第一教「肩廻」
  - 腮押（あごおし）
- 第二教
  - 切下（きりおろし）
  - 両肩押（りょうかたおし）
  - 斜打（ななめうち）斜打
  - 片手取（かたてどり）
  - 片手挙（かたてあげ）
- 第三教
  - 帯取（おびとり）
  - 胸押（むねおし）
  - 突上（つきあげ）
  - 打下（うちおろし）
  - 両眼突（りょうがんつき）
- 嘉納治五郎 - 柔の形

### 講道館護身術

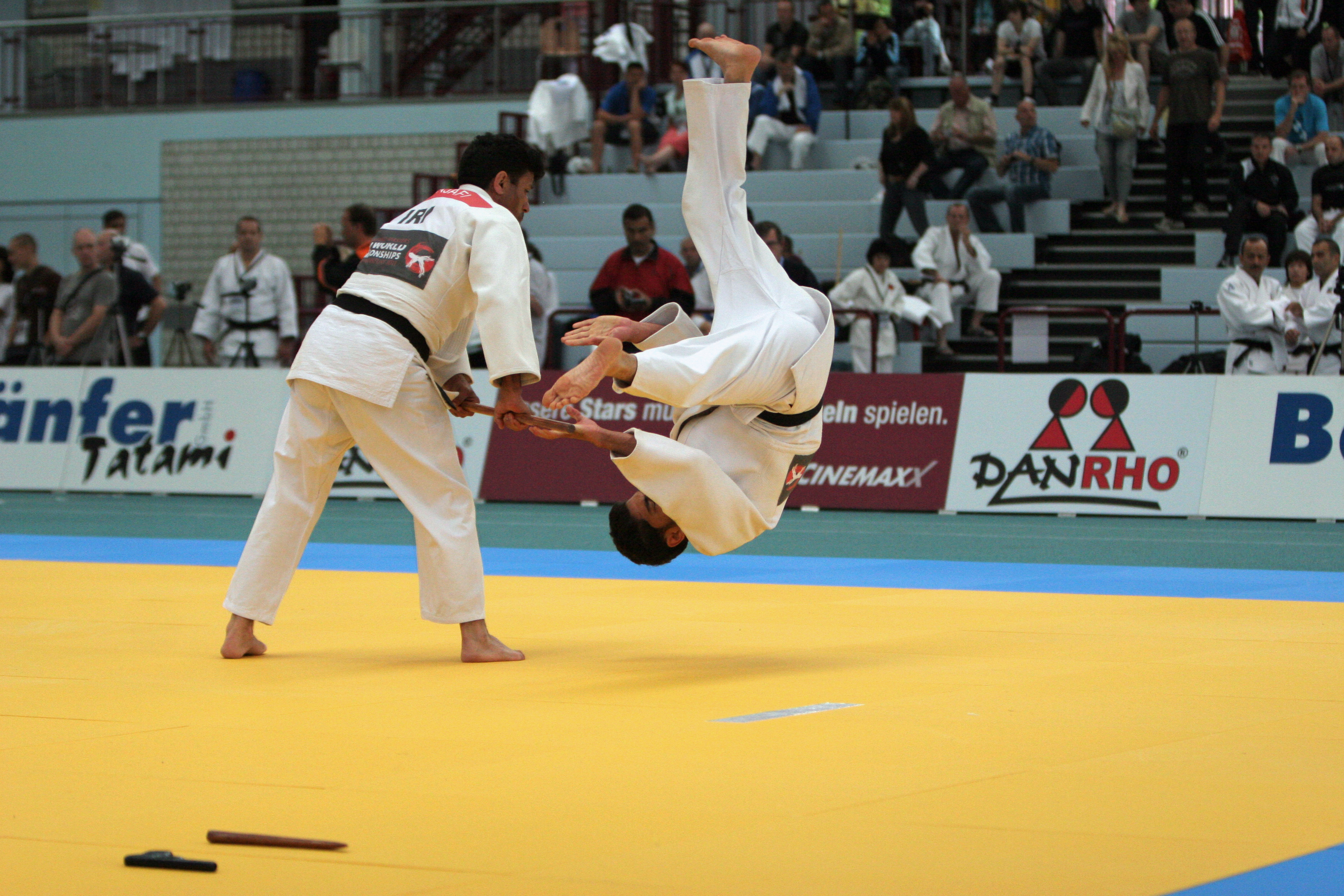
双手突

講道館護身術（こうどうかんごしんじゅつ）は、1956年（昭和31年）に制定された現代護身術としての柔道技術を形としたもの。徒手の部12本、武器の部9本からなる。拳銃を想定した形があることが特徴的であり、また、一度柔道体系から削除された手首関節技（小手挫（小手捻）、小手返）が天神真楊流から再採用されている。制定には1952年（昭和27年）、「講道館講道館護身法制定委員会」を設けて検討した。委員は永岡秀一十段、三船久蔵十段、佐村嘉一郎十段や、小田常胤九段、栗原民雄九段、中野正三九段をはじめ、菊池揚二八段、工藤一三八段、子安正男八段、長畑功八段、早川勝八段や酒本房太郎九段（当時七段、天神真楊流柔術）、富木謙治八段（当時七段）ら合計25名が尽力した。

練習の仕方は「行き合い」をとる事を建前にし、実地に即応できるようにしている。
1995年（平成7年）世界柔道選手権千葉大会での演武では東海大学柔道部および卒業生により、演武者が学生、チンピラなどに扮してコント風に演じられた。
- 講道館講道館護身法制定委員会
  - 十段 永岡秀一 三船久蔵 佐村嘉一郎
  - 九段 小田常胤 栗原民雄 中野正三
  - 八段 新井源水 居藤高季 胡井剛一 川上忠 菊池揚二 工藤一三 子安正男 小谷澄之 沢逸与 鈴木潔治 高橋喜三郎 高橋浜吉 長畑功 早川勝 大滝忠夫
  - 七段 酒本房太郎（天神真楊流） 佐藤忠吾 富木謙治 松本芳三

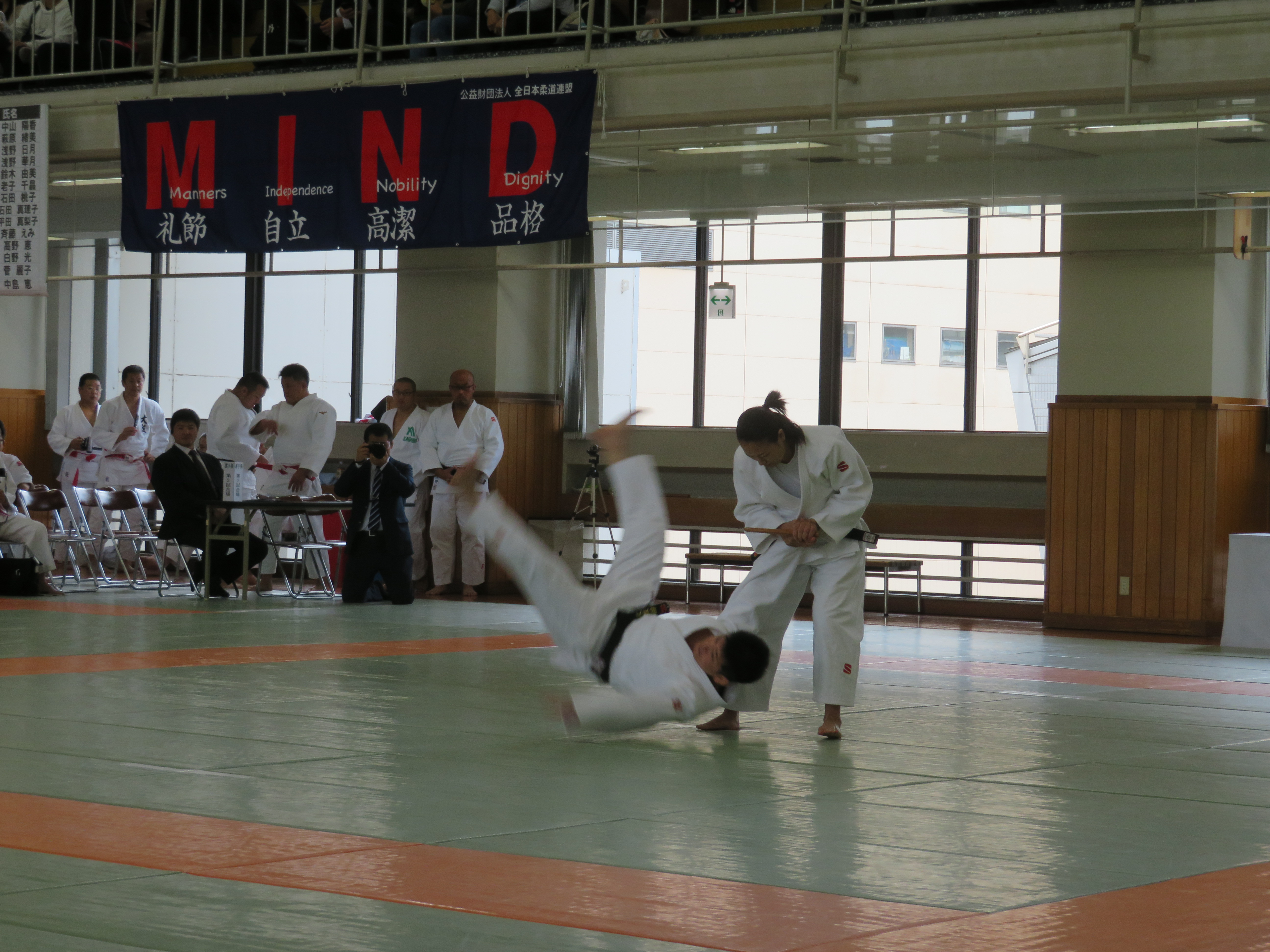
斜突（護身術）

- 徒手の部
  - (1)組み付かれた場合
    - 両手取（りょうてどり）
    - 左襟取（ひだりえりとり）
    - 右襟取（みぎえりとり）
    - 片腕取（かたうでとり）
    - 後襟取（うしろえりどり）
    - 後絞（うしろじめ）
    - 抱取（かかえどり）

  - (2)離れた場合斜突（護身術）
    - 斜打（ななめうち）
    - 顎突（あごつき）
    - 顔面突（がんめんつき）
    - 前蹴（まえげり）
    - 横蹴（よこげり）
- 武器の部双手突
  - (1)短刀の場合
    - 突掛（つっかけ）
    - 直突（ちょくづき）
    - 斜突（ななめづき）

  - (2)杖の場合
    - 振上（ふりあげ）
    - 振下（ふりおろし）
    - 双手突（もろてづき）

  - (3)拳銃の場合
    - 正面附（しょうめんづけ）
    - 腰構（こしがまえ）
    - 背面附（はいめんづけ）

#### 補足
三船久蔵十段が創案した護身術の形の草案が映像として市販もされている。

### 五の形

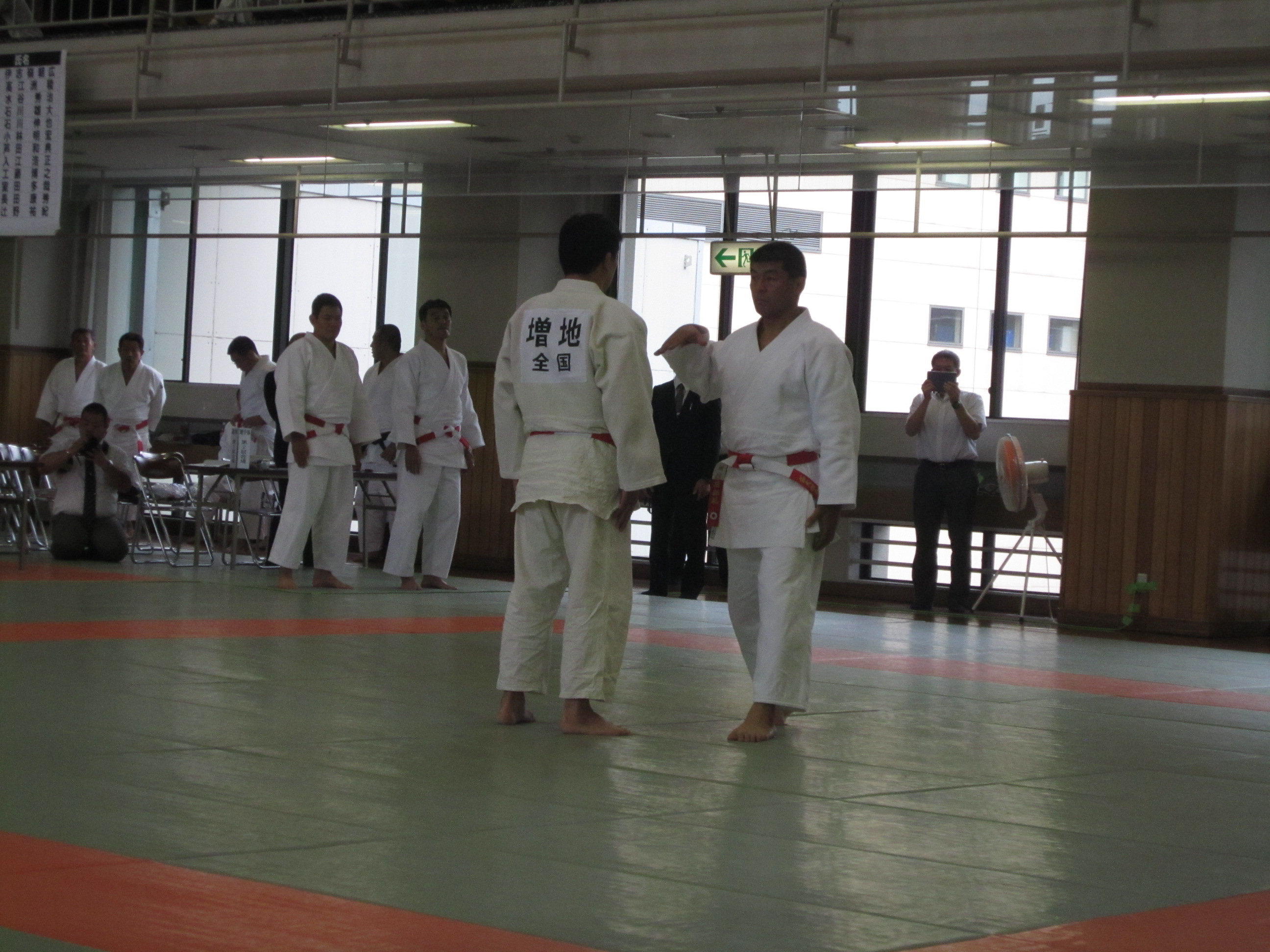
五の形の1本目

五の形（いつつのかた）は、1887年（明治20年）に作られた攻防の理合いを「水」にたとえて表現したもの。高尚に表現された理合いを芸術的な動作で表現する。5本の動きからなるが、それぞれには名前がない。嘉納は最初の2本は起倒流と趣を同じにしているが、あとの3本は昔の柔術には全くなかったものだとしている。天神真楊流に極意口伝として伝えられていた形であった、押返（おしかえし）、曳下（曳外）（えいげ）、巴分（ともえわかれ）、浪引（ろういん）、石火分（せっかのわかれ）がこれらに相当するとする説もあるが、講道館の公式な見解にはみられない。
天神真楊流の押返では受が先に取を押すのに対して五の形の一本目では最初から取が受を押し始める点に相違がある以外は全て同じ内容である。
このかたちは1992年（平成4年）講道館で統一された。
講道館のテキストでは、以下の様に説明されている。
- 一本目（小さな力でも合理的に間断なく攻めれば, ついには大きな力をも制する理の表現）
- 二本目（強大な攻撃に対し, その力をそのまま利用して制する理の表現）
- 三本目（渦潮の内円が外円を制する理の表現）
- 四本目（大波が岸部に打ち寄せ、何物をも呑み込んで引き返す理の表現）
- 五本目（正面から打ち寄せる大波に直面し、一瞬、実を捨ててこそ浮かぶ瀬もある理の表現。宇宙の現象を表現したとの説もある）

### 古式の形

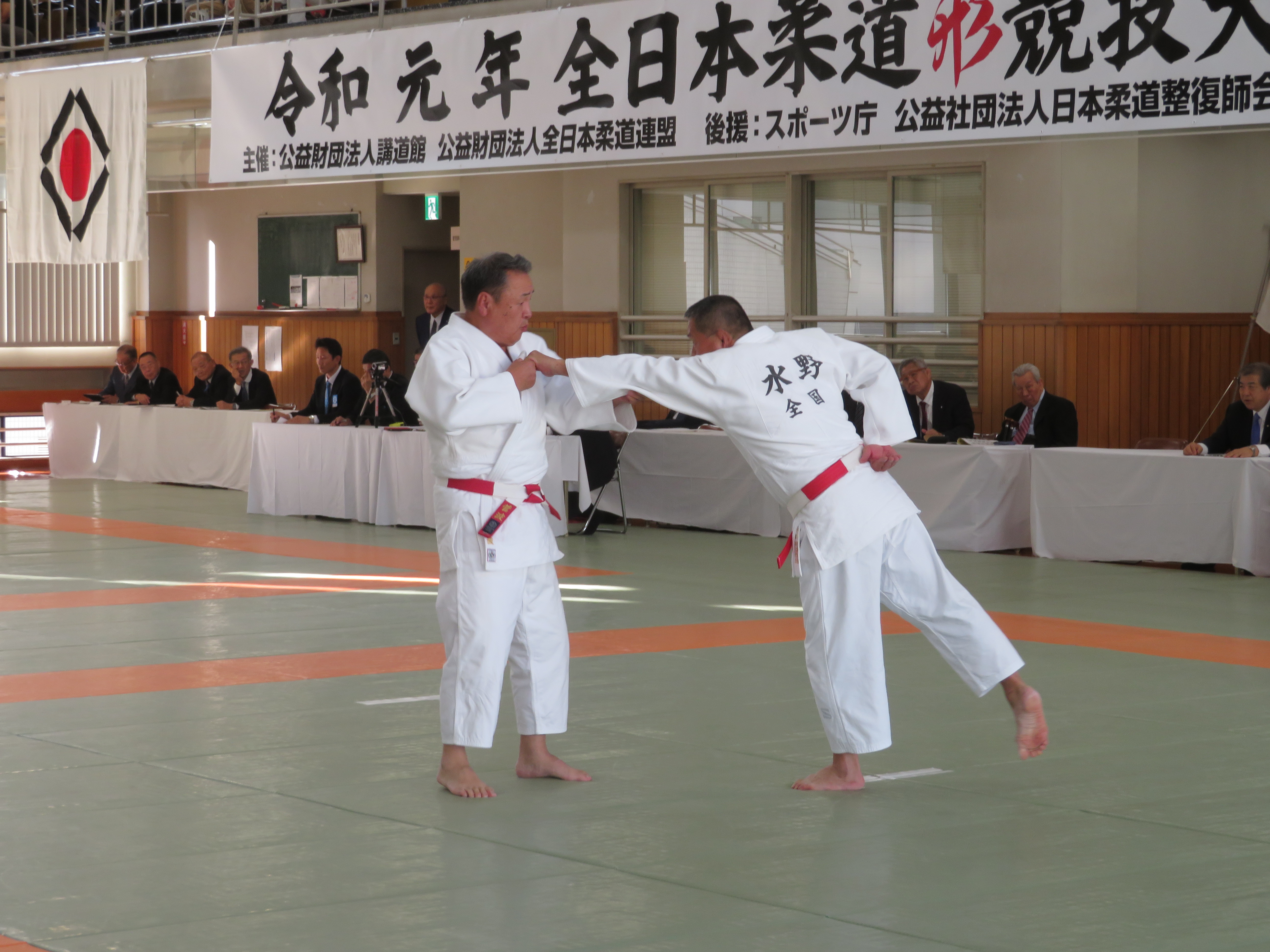
全日本選手権における「古式の形」2019

古式の形（こしきのかた）は、創始者嘉納治五郎が学んだ柔術「起倒流」と「天神真楊流」のうち、起倒流の竹中派に伝えられていた形をそのまま保存したものである。乱取り等は着衣のみの軽装で行われるが、この形は鎧組討（よろいくみうち）を想定している。初期には「起倒流・表裏の形」「起倒流の形」などと称されていた。
嘉納師範は、柔道の勝負上の精妙な理合いの原則を理解させるために古式の形を残した。表の形14本、裏の形7本であり、表は荘重優雅に段をつけて、裏は敏速果敢に段をつけずに動作する。このかたちは1990年（平成2年）に統一されたものである。
1894年（明治27年）5月20日、小石川下富坂町に講道館道場が新築され、落成式の際に嘉納が小田勝太郎を相手に演じ、勝海舟（勝も起倒流の修行経験があった）が感極まったといわれ次のような書を贈っている。「無心而入自然之妙、無為而窮変化之神」（無心にして自然の妙に入り、無為にして変化の神を窮む）。

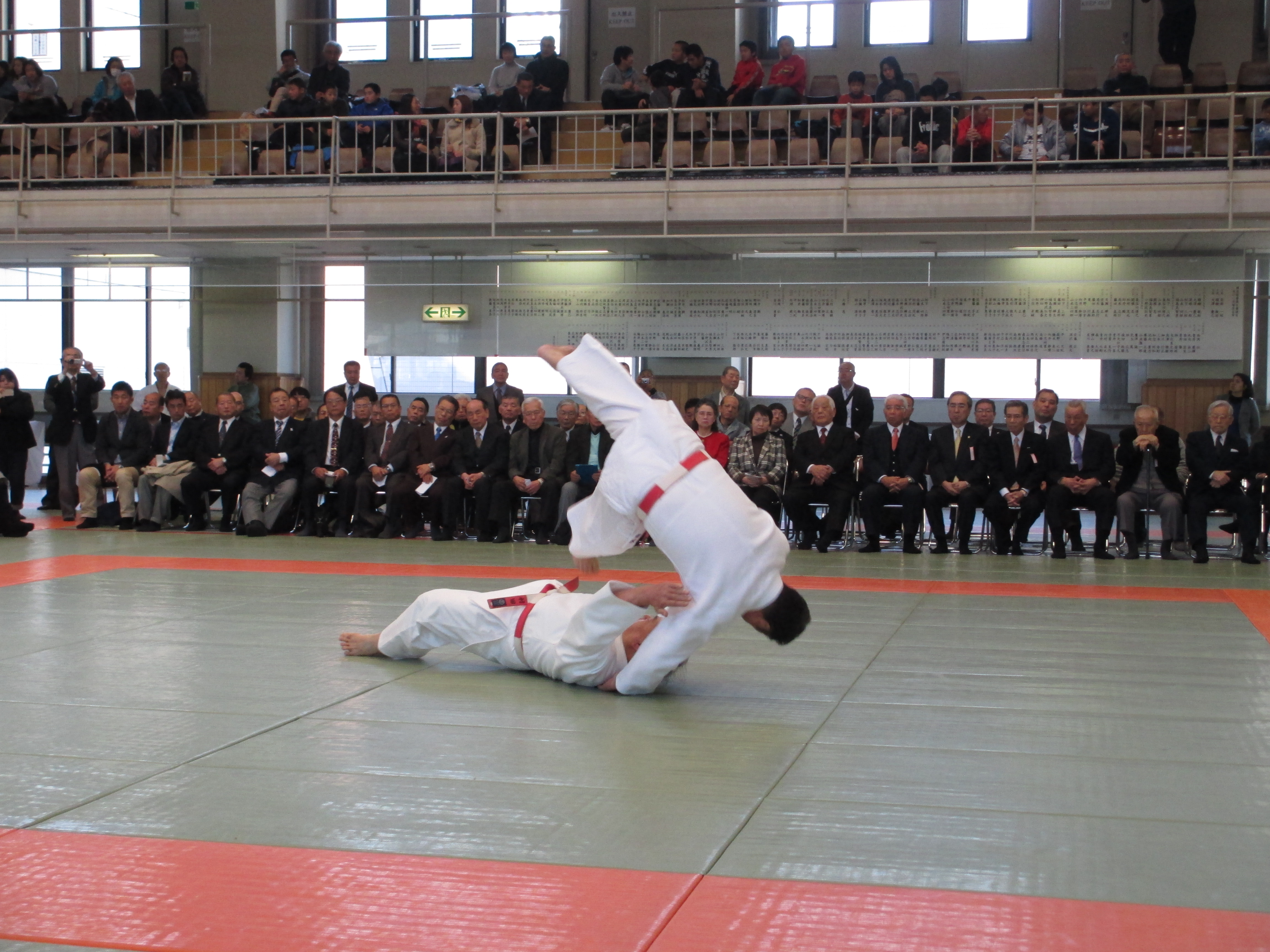
古式の形の夢中

- 表
  - 体（たい）
  - 夢中（ゆめのうち）古式の形の夢中
  - 力避（りょくひ）
  - 水車（みずぐるま）
  - 水流（みずながれ）全日本選手権における「古式の形」2019

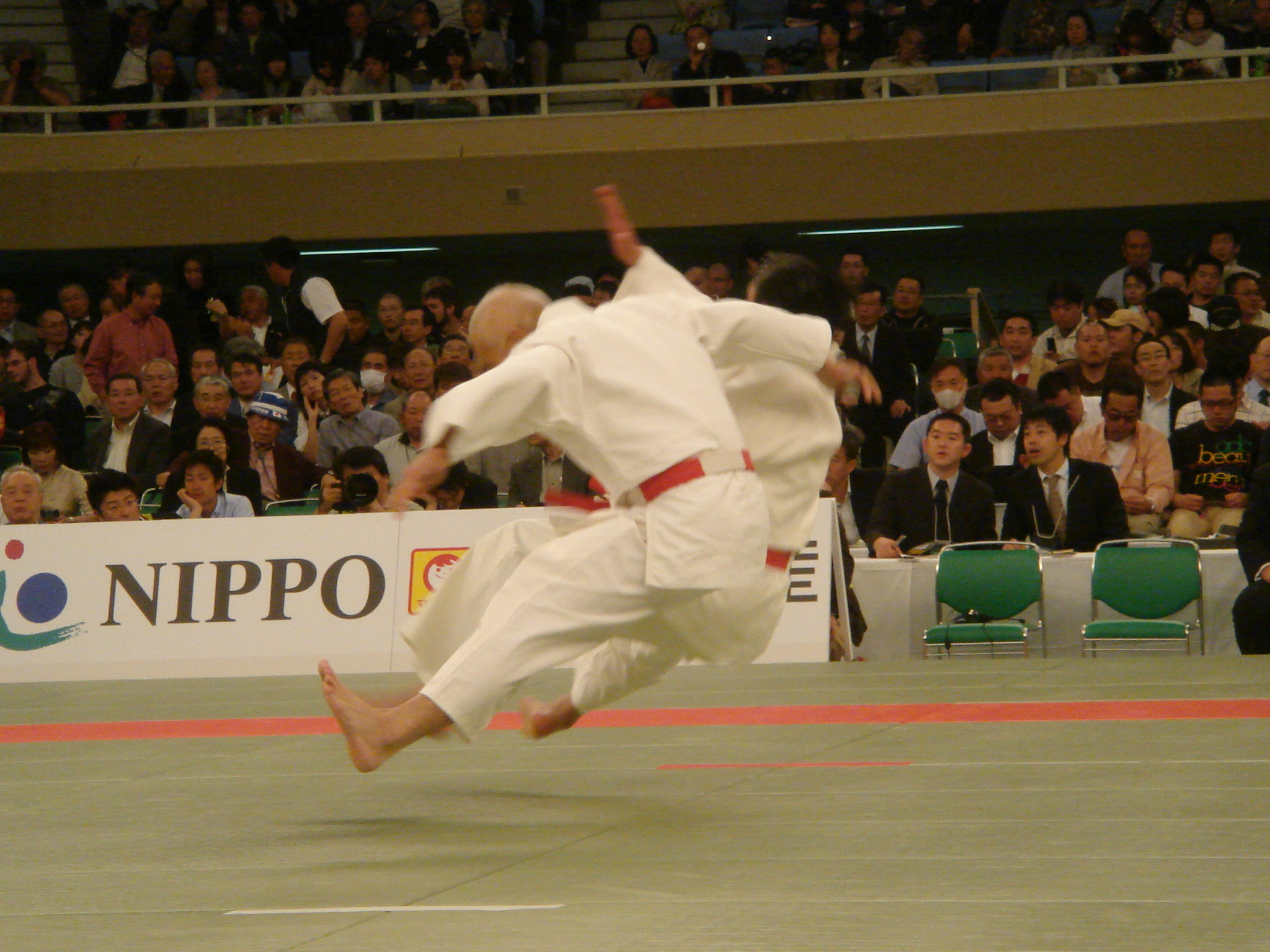
錣返

  - 曳落（ひきおとし）
  - 虚倒（こだおれ）
  - 打砕（うちくだき）
  - 谷落（たにおとし）
  - 車倒（くるまだおれ）
  - 錣取（しころどり）
  - 錣返（しころがえし）錣返
  - 夕立（ゆうだち）
  - 滝落（たきおとし）
- 裏
  - 身砕（みくだき）
  - 車返（くるまがえし）
  - 水入（みずいり）
  - 柳雪（りゅうせつ）
  - 坂落（さかおとし）
  - 雪折（ゆきおれ）
  - 岩波（いわなみ）
- 嘉納治五郎 - 古式の形:こしきのかた

### 剛の形
剛の形（ごうのかた）は、柔の形に対してくつられ「剛柔の形」と称して1887年（明治20年）に制定された。最初ともに剛で相対し、のちに取が柔で剛を制するという組み立てである。嘉納治五郎が研究が十分でなかったとしてそのままになった、という経緯から、のちにはほとんど行われていない。
- 背負投
- 後腰
- 掬投
- 左背負投
- 浮腰
- 裸絞腰挫（はだかじめこしくだき）
- 飛越浮腰（とびこしうきごし）
- 大外落
- 後腰
- 肩車

### 精力善用国民体育
精力善用国民体育（せいりょくぜんようこくんみんたいいく）は、体育的要素を取り込んだ1人でできる当身技の形の「単独動作」（基本練習）29本と、2人が組んで行う「相対動作」20本がある。「国民体育」というように、体育的に行う。
精力善用国民体育における相対動作の極式練習、柔式練習はそれぞれ極めの形、柔の形が元になっている。
- 単独動作
  - 第一類（15本）（左右の練習、総計30本[26]）
    - 五方当（5本）（ごほうあて）その場で足を動かさずに当身の動作
      - 左前斜当（ひだりまえななめあて）
      - 右当（みぎあて）
      - 後当（うしろあて）
      - 前当（まえあて）
      - 上当（うえあて）

    - 大五方当（5本）（おおごほうあて）足を踏み込んで当身の動作
      - 大左前斜当（おおひだりまえななめあて）

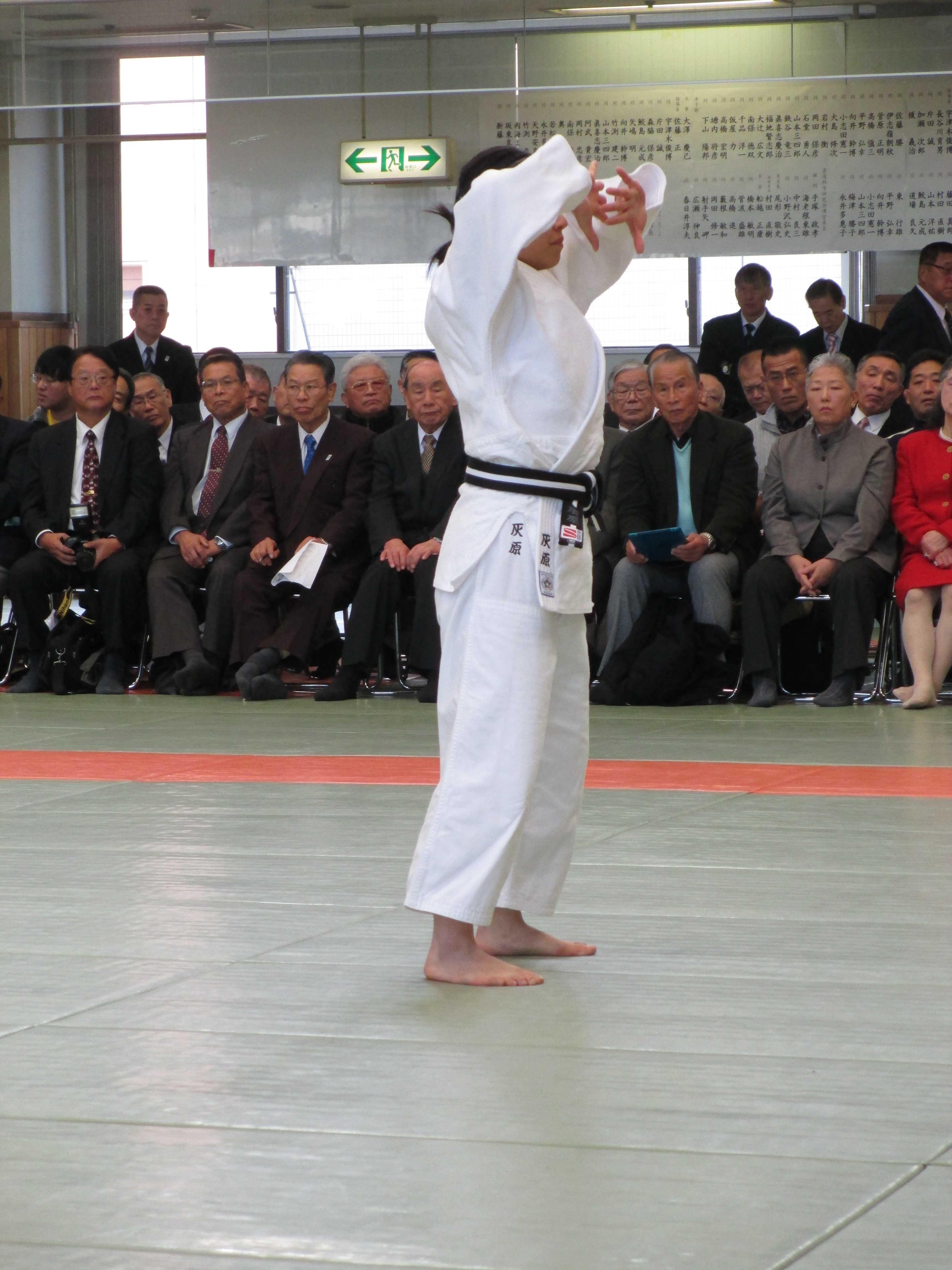
鏡磨

      - 大右当（おおみぎあて）
      - 大後当（おおうしろあて）
      - 大前当（おおまえあて）
      - 大上当（おおうえあて）

    - 五方蹴（5本）（ごほうげり）
      - 前蹴（まえげり）
      - 後蹴（うしろげり）
      - 左前斜蹴（ひだりまえななめげり）
      - 右前斜蹴（みぎまえななめげり）
      - 高蹴（たかげり）

  - 第二類（14本）
    - 鏡磨（かがみみがき）鏡磨
    - 左右打（さゆううち）
    - 前後突（ぜんごつき）
    - 両手上突（りょうてうえつき）
    - 大両手上突（おおりょうてうえつき）
    - 左右交互下突（さゆうこうごしたつき）
    - 両手下突（りょうてしたつき）
    - 斜上打（ななめうえうち）
    - 斜下打（ななめしたうち）
    - 大斜上打（おおななめうえうち）
    - 後隅突（うしろすみつき）
    - 後打（うしろうち）
    - 後突（うしろつき）
    - 前下突（まえしたつき）
- 相対動作（20本）
  - 第一類（極式練習、10本）（きめしき）
    - 居取（いどり）
      - 両手取（りょうてどり）
      - 振放（ふりはなし）精力善用国民体育の技
      - 逆手取（ぎゃくてどり）
      - 突掛（つきかけ、つっかけ）
      - 切掛（きりかけ）

    - 立合（たちあい）
      - 突上（つきあげ）
      - 横打（よこうち）
      - 後取（うしろどり）
      - 斜突（ななめつき）
      - 切下（きりおろし）

  - 第二類（柔式練習、10本）（じゅうしき）
    - 一教（いっきょう）
      - 突出（つきだし）
      - 肩押（かたおし）
      - 肩廻（かたまわし）
      - 切下（きりおろし）
      - 片手取（かたてどり）

    - 二教（にきょう）
      - 片手上（かたてあげ）
      - 帯取（おびとり）
      - 胸押（むねおし）
      - 突上（つきあげ）
      - 両眼突（りょうがんつき）

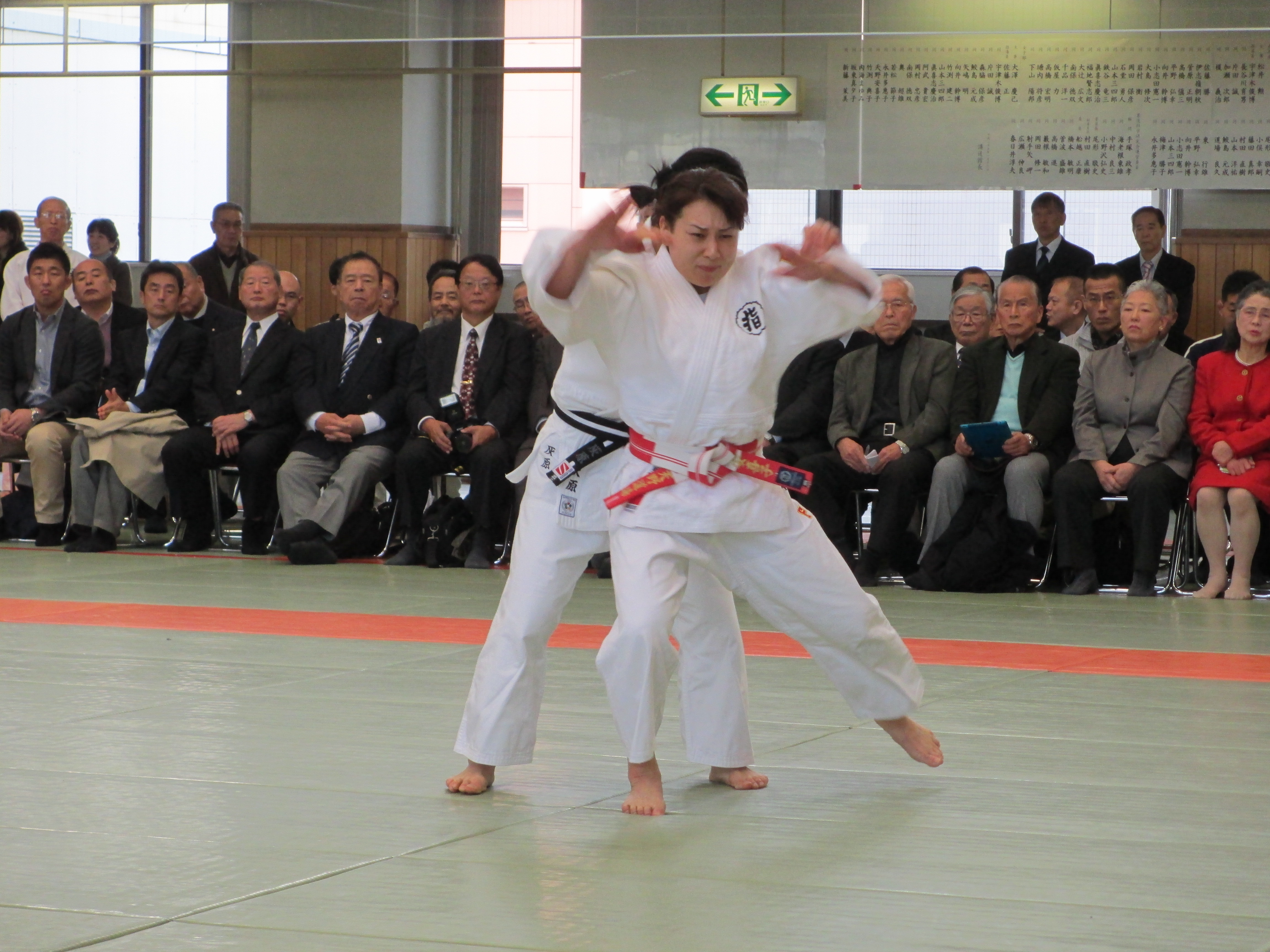
精力善用国民体育の技

また嘉納治五郎は「精力善用国民体育」が「攻防式国民体育」と「舞踊式国民体育」（昭和6年以降の表記名、昭和5年以前は「表現式国民体育」の表記名）の二種によって構成されることを言及している。「表現式」「舞踊式」は「五の形」の中にあるような天然の力（逆浪の断崖に打つかり戻る水の動く有様、風のために物体が動揺する有様、天体の運行、その他百般の天地間の運動）や、能や舞踊にあるような人間の観念・思想、感情を、人間の身体をもって巧みに形容し表現し、体育の理想に適うように組合わせ、色々の組織を立てたものとなる。嘉納は未完成で研究途中であった「舞踊式」の完成を図っていることを語っている。
嘉納の考案した国民体育の第一種類・武術に関する攻防式国民体育は、万人に適当な運動として静かに練習し体全体を万遍無く動かし筋肉の円満均斉の発達を得るが、早くすれば当て身となり、強くやれば人を打ち倒す武術の技となり、相当に熟練すればどれだけのものを破壊し得るというような興味も添うてくること、また、柔道の根本原理たる精力善用の応用であり、自然とその原理を百般のことに応用し得る練習も出来、精神修養との連絡もおのずから出来る次第となることを言及している。

#### （附論）嘉納治五郎と唐手術
嘉納は、すでに明治末期には大阪で沖縄の唐手術を実見していたようであるが、大正11年にも東京での船越義珍の演武会を激励するなど、空手に強い興味を持っていた。また、大正3年に始まった高等学校の柔道試合（いわゆる高専柔道）では、生徒たちが試合主義からえてして寝技に傾注し、立ち技を軽視する傾向にあることに危惧を抱いていた。そこで、このような試合の弊害を是正するには武術の観点が必要だと考えていたようである。昭和2年1月に沖縄を訪問し唐手を視察した嘉納は、ことに剛柔流の宮城長順・摩文仁賢和（のち糸東流）両師範と意気投合し、両人の上京を強く促した。また沖縄県では早くから集団式の唐手体操（花城長茂考案）が小学校での体育に取り入れられていた。この沖縄視察後にその成果をふまえた体操が研究され、昭和2年8月に正式に発表されたのが精力善用国民体育の第一種・攻防式における単独動作である。
主に「単独動作」の当身技に唐手術研究の影響を受けているという説が唱えられている。
一方で嘉納が唐手界への接触や精力善用国民体育の成立以前に、1909年（明治42年）に発表した「擬働体操」には竪板磨、四方蹴、四方当など、精力善用国民体育の形に含まれる鏡磨、五方蹴、五方当の原型とも考えられる動作が既に紹介されている。
精力善用国民体育の体操では、投げ技はごく僅かで単独動作においては当て身技がその大半を占めているが、これは当初から初等武道教育での活用を意図したからであったらしく、小学校では畳のある武道場は存在せず、校庭で行うことから投げ技が少なくなっている。また国民的な兵式体操という観点からも速習性を重視したのであろう。嘉納自身はラジオ体操のようなものは、生理的には意味があっても動きに意味がないからモチベーションが続かない、擬闘風にしたと述べている。また当て身は引き手を乳横にとり、蹴りは後ろ金的蹴りがある那覇手式であり、約束組み手も唐手風の動きが随所に見られるものとなっている。
精力善用国民体育は柔道界ではほとんど実施されなかったようだが、嘉納の死後、戦時下の国民学校ではほぼそのままの形で大いに活用されたとのことである。

### 特種の目的に応じた形
嘉納治五郎は、柔道形について次のように述べている。「形には色々の種類があって、その目的次第で練習すべき形が異なるべきである。勝負に重きを置いてする時は、極の形の類が大切であり、体育としても価値はあるが特に美的情操を養うというようなことを目的とする時は、古式の形とか、柔の形の類が必要である。体育を主眼とし、武術の練習、美的情操の養成および精神の修養を兼ねて行おうと思えば、精力善用国民体育に越したものはないというふうに、その目指すところによって異なった形を選択せねばならぬ。今日はあまり多くの種類はないが、形はどれほどでも増やすことが出来るものであるから、将来は特種の目的をもって行ういろいろの形が新たに出来てよいはずである」。嘉納は、目的に応じて形を新たにつくり出されること、その必要性も想定していた。
講道館が認定している形以外にも、例えば三船久蔵とその高弟の伊藤四男との共同研究で作られ、のちにも国際武道院の昇段や日本柔道整復師会の柔道の大会においても伝えられ行われている「投技裏之形」 や、伊藤四男が創意工夫した「固め技裏之形」、三船久蔵による護身術の形、山下義韶が制定した警視庁捕手の形、平野時男の考案した「投げの形（応用）」や「五（後）の先の形」、｢七つの形｣などのように、歴史的に見ると個人が創意工夫し創作された形も幾つも存在する。
またヨーロッパにおいては技の種別毎や、目的に応じた様々な形の創作が流行っており、研究が行われ、実演されている実態もある。
「Ukemi no kata」「Kaeshi no kata」｢Renraku no kata｣「Renzoku no kata」「Hikomi no kata」｢Rensa no kata｣｢Atemi no kata｣などが研究、創作され行われている。
講道館・国際柔道連盟・フランス柔道柔術剣道及び関連武道連盟の共同で制作された「子どもの形」は、段階に応じて習得すべき内容がプロローグと7つのグレードに分けられており、2019年の柔道世界選手権東京大会において、講道館少年部によってエキシビジョンで披露されている。

## 関連書籍
- De Crée, Carl (2012), The Origin, essence, biomechanical foundations, and teaching and performance challenges of Itsutsu-no-kata [The Forms of Five] ―Kōdōkan jūdō's esoteric sixth kata [Thesis]; Rome, Italy: University of Rome, pp. 1–423
- De Crée, Carl; Jones, Llyr C. (2009a), Kōdōkan Jūdō's Elusive Tenth Kata: The Gō-no-kata - "Forms of Proper Use of Force" - Part 1, Archives of Budo 5: 55–73
- De Crée, Carl; Jones, Llyr C. (2009b), Kōdōkan Jūdō's Elusive Tenth Kata: The Gō-no-kata - "Forms of Proper Use of Force" - Part 2, Archives of Budo 5: 74–82
- De Crée, Carl; Jones, Llyr C. (2009c), Kōdōkan Jūdō's Elusive Tenth Kata: The Gō-no-kata - "Forms of Proper Use of Force" - Part 3, Archives of Budo 5: 83–95
- De Crée, Carl; Jones, Llyr C. (2011a), Kōdōkan Jūdō's Inauspicious Ninth Kata: The Joshi goshinhō - "Self-defense methods for females" - Part 1, Archives of Budo 7: 105–123
- De Crée, Carl; Jones, Llyr C. (2011b), Kōdōkan Jūdō's Inauspicious Ninth Kata: The Joshi goshinhō - "Self-defense methods for females" - Part 2, Archives of Budo 7: 125–137
- De Crée, Carl; Jones, Llyr C. (2011c), Kōdōkan Jūdō's Inauspicious Ninth Kata: The Joshi goshinhō - "Self-defense methods for females" - Part 3, Archives of Budo 7: 137–139
- 小谷澄之、大滝忠夫『最新柔道の形』不昧堂出版 1987年（昭和62年） ISBN 4829300930
- 小俣幸嗣 『昇段審査のための柔道の形入門[投の形][柔の形]』大泉書店 2007年（平成19年） ISBN 978-4-278-04695-3

## 講道館編纂の形解説本
- （財）講道館『形解説小冊子 講道館護身術』
- （財）講道館『形解説小冊子 投の形』
- （財）講道館『形解説小冊子 固の形』
- （財）講道館『形解説小冊子 極の形』
- （財）講道館『形解説小冊子 柔の形』
- （財）講道館『形解説小冊子 五の形・古式の形』

いずれも講道館インターネットショップで購入可